# Storia della vita religiosa a Vicenza
La città di Vicenza e il suo territorio hanno una ricca storia di tradizione e cultura religiosa. Nel corso dei secoli molteplici sono state le espressioni della fede popolare che si sono tradotte in avvenimenti e in opere d'arte, così come significativa è stata la presenza delle istituzioni ecclesiastiche che, a fianco di quelle civili, hanno influenzato la vita sociale.

## Secoli I a.C.- III d.C

### I culti pre-cristiani
Ciò che si conosce della vita religiosa nella Vicenza romana si basa sul ritrovamento di dediche o iscrizioni su pietra, di statuette devozionali, di are, sacelli e grotte sacre sparsi nella campagna e nelle valli, mentre non si ricavano informazioni da cronache o testi scritti. Dai reperti archeologici emergono alcuni elementi di una religiosità locale con caratteristiche dissimili da quella delle pur vicine Verona e Padova.
Anche se non saranno sicuramente mancate, come in tutte le città romane, le celebrazioni pubbliche delle divinità ufficiali e della figura deificata dell'imperatore, i reperti del territorio vicentino riguardano piuttosto la devozione privata di singoli abitanti della città e della campagna.
In secondo luogo, la maggior parte dei ritrovamenti riguarda divinità femminili: Diana, Fortuna, Venere, Nemesi, le Ninfe, Iside, tutte divinità di origine greca, orientale o egizia il cui culto era stato importato e integrato nel pantheon ellenistico-romano. Lelia Cracco Ruggini fa osservare che si tratta sempre di dee della fertilità, della natura, della caccia, delle acque e ipotizza così che rappresentino la trasposizione nella cultura romana del più antico culto di Reitia - la venetica dea madre della fecondità di cui a Vicenza è stata ritrovata nel 1959 una laminetta votiva - o comunque di divinità femminili indigene protettrici delle forze della natura. Questo mantenimento di una devozione precedente alla conquista da parte di Roma sembra essere tipico delle popolazioni in cui l'assimilazione avvenne in modo pacifico e graduale, così come fu per Vicenza.

## Secoli IV-VI

### Il primo Cristianesimo a Vicenza

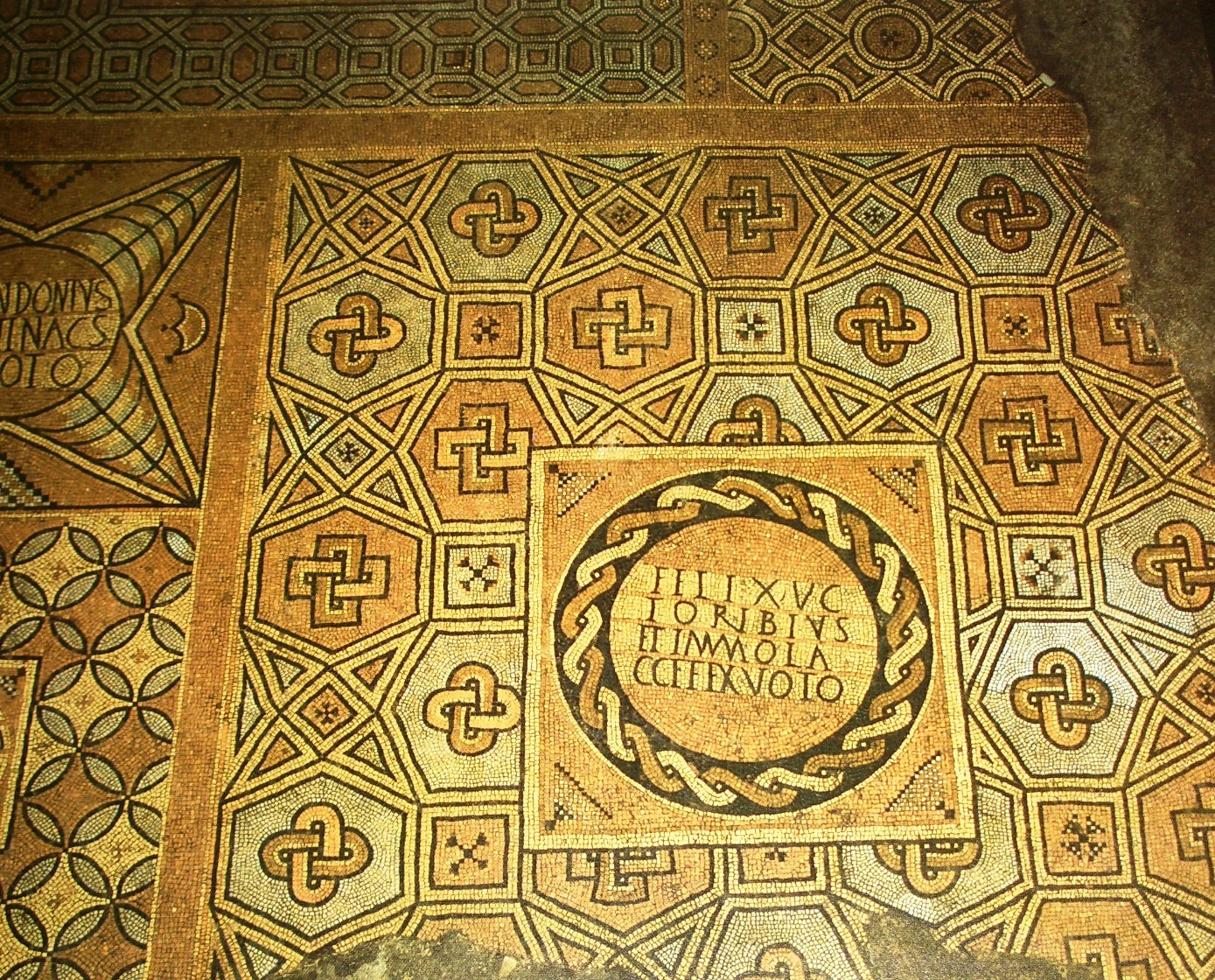
Il mosaico al centro della Basilica dei Santi Felice e Fortunato

Fu Aquileia, grande città e porto commerciale, il centro di diffusione del cristianesimo nella X Regio Venetia et Histria; i primi seguaci della nuova fede furono non tanto la gente umile, ma i militari, i viaggiatori, i commercianti che avevano frequenti contatti con l'oriente e disponevano di apertura culturale: è tra questi pochi che vennero scelti nella seconda metà del III secolo i presbiteri. Probabilmente la penetrazione del cristianesimo ad Aquileia - e conseguentemente nelle Venezie - avvenne attraverso le relazioni con circoli di Alessandria d'Egitto e i gruppi giudeo cristiani della nutrita colonia ebraica residente ad Aquileia; le prove di tali rapporti sembrerebbero espresse nella formulazione del "credo aquileiese", come tramandato dal vescovo Rufino del IV secolo e nel culto sabbatico praticato nella regione.
Il fatto che il cristianesimo fosse giunto nel territorio vicentino già verso la fine del III secolo sarebbe attestato dal martirio – avvenuto nel 303-304 durante il periodo delle persecuzioni dioclezianee – dei due fratelli Felice e Fortunato, decapitati ad Aquileia per non aver voluto rinunciare alla loro fede.
La comunità dei fedeli di Vicenza crebbe rapidamente, anche per il favore concesso al cristianesimo dagli imperatori dopo l'editto di Milano del 313, al punto che alcuni autori ipotizzano una precoce traslazione del corpo di Felice a Vicenza per poterne venerare le reliquie. In ogni caso esse furono portate nella città prima della fine del IV secolo, momento in cui venne costruito il primo sacello destinato ad accoglierne le spoglie, sostituito pochi anni dopo dalla basilica fuori dalle mura, dedicata ai santi Felice e Fortunato.
Allo stesso periodo risale anche l'edificazione di una chiesa cittadina che due secoli più tardi sarebbe divenuta la cattedrale di Santa Maria Annunciata. Entrambe le chiese furono inizialmente costruite ad una navata e completamente rifatte, più grandi e a tre navate, verso la metà del V secolo. Verso la fine dello stesso secolo alla basilica dei Santi Felice e Fortunato fu affiancato un martyrion dedicato a Sancta Maria Mater Domini, in nome della devozione a Maria Madre di Dio, diffusasi dopo il Concilio di Calcedonia del 451.
I reperti fanno perciò ritenere che a quel tempo la comunità cristiana fosse abbastanza fiorente e organizzata per potersi permettere di erigere contemporaneamente due edifici di culto: i pavimenti a mosaico che ancora si possono vedere a San Felice, in cui sono iscritti i nomi delle famiglie donatrici, testimoniano della munificenza e dello stato sociale dei fedeli.
A motivo di tali considerazioni alcuni storici hanno ipotizzato che a quel tempo risalisse la prima organizzazione ecclesiale e che Vicenza fosse già nel IV secolo sede vescovile - come lo erano molte altre città delle Venetiae - di cui però non si ha notizia nella documentazione disponibile. Tra le numerose testimonianze di presenza di vescovi veneti ai concili dell'Italia settentrionale non vi è infatti alcuna menzione di un vicentino fino alla fine del VI secolo, quando viene citato Oronzio.
Non è difficile pensare che la costruzione di due chiese, una all'interno della città e l'altra fuori le mura, potesse corrispondere alle esigenze della comunità cristiana di allora: la preghiera comunitaria, la catechesi, la celebrazione dell'eucaristia e dei sacramenti, che potevano essere celebrati dal vescovo di un'altra città in visita pastorale o da un sacerdote da lui delegato. È probabile che sino alla fine del VI secolo la comunità di Vicenza abbia fatto riferimento al vescovo e alla diocesi di Padova, città sulla quale gravitava anche dal punto di vista civile, e si sia resa autonoma solo dopo la costituzione del regno longobardo, del quale Padova inizialmente non faceva parte.

## Secoli VI-VII

### Il periodo dello Scisma dei Tre Capitoli
Il periodo iniziale della dominazione longobarda nel Veneto rappresentò il momento in cui si contrapposero culture differenti - che solo nell'VIII secolo si sarebbero parzialmente integrate - caratterizzate anche dalla diversità di confessione religiosa.
Pochi anni prima dell'invasione - avvenuta nel 568-569 - l'imperatore bizantino Giustianiano, per non scontentare i monofisiti ancora numerosi anche dopo il concilio di Calcedonia nelle regioni orientali dell'impero, con un proprio editto aveva condannato alcuni scritti (capitoli) di tre teologi, che a Calcedonia avevano goduto di grande autorevolezza.
Molti vescovi dell'Italia Settentrionale - tra i quali quelli di Milano e di Aquileia - non avevano voluto subire questa imposizione e il loro dissenso si era acuito ai tempi del papa Pelagio I, il quale non solo aveva accettato l'editto, ma aveva indirizzato un'epistola al generale bizantino Narsete - che però non volle obbedire alla richiesta – invitandolo a ridurre la ribellione con la forza.
A quel punto il Patriarcato di Aquileia si rese gerarchicamente indipendente e i vescovi elessero patriarca Paolino I per sottolineare la loro autonomia.
Aquileia non riconobbe più l'autorità del papa e contestò vigorosamente fino alla rottura - da cui il nome Scisma dei Tre Capitoli - il suo atteggiamento, che riteneva ondivago sulla questione dei tre teologi condannati, in quanto non contrastava l'ingerenza del potere dell'imperatore bizantino nelle questioni dottrinarie.
Al tempo della loro migrazione in Italia nel 568-69, i Longobardi erano cristiani di confessione ariana, una fede che si sovrapponeva in modo superficiale a un substrato di tradizioni pagane ben radicate e di valori che costituivano l'identità del gruppo etnico.
Quando arrivarono, preceduti dalla fama di popolo feroce, Paolino trasferì la sua sede e le reliquie a Grado (Aquileia Nova), rimasta sotto la sovranità bizantina come il resto della fascia costiera. La maggior parte delle città dell'interno e le relative diocesi vennero invece conglobate nel nuovo regno.
Dopo la morte di Paolino, il sinodo di Aquileia-Grado elesse nel 571 Elia, anch'egli convinto tricapitolino, cioè contrario agli orientamenti dell'imperatore e del papa. Il Patriarcato era tutto con lui: come ribadì un sinodo convocato a Grado nel 579, la Chiesa tricapitolina rimaneva rigorosamente calcedoniana, manteneva il credo niceno-costantinopolitano, non professava alcuna eresia cristologica e venerava Maria come "Madre di Dio".
Nel 579 il nuovo papa, Pelagio II, concesse ad Elia la metropolia sulle Venezie e sull'Istria per tentare di ricomporre lo scisma, che però aveva un grande seguito popolare; il successore di Elia, Severo, allora convocò nel 590 un sinodo di Marano, al quale parteciparono 10 vescovi - tra cui Oronzio primo vescovo di Vicenza, come ricorda Paolo Diacono - in cui le città più orientali della Regio, in contrasto con Aquileia e con tutte le altre che intendevano perseverare nella posizione tricapitolina in separazione da Roma, si attestarono su posizioni vicine al papa.
Così nel 606, alla morte di Severo, il Patriarcato si divise in due sedi, Aquileia e Grado. Ad Aquileia venne nominato il patriarca Giovanni, tricapitolino, con il sostegno dei Longobardi; a Grado, alla cui sede venne riservata la giurisdizione sui territori sotto la dominazione bizantina, fu nominato il patriarca Candidiano, cattolico, sostenuto dall'esarca.
Vicenza quindi, che aveva sempre mantenuto forti legami con Aquileia, per tutto il primo secolo di dominio longobardo rimase salda nella sua fede a connotazione tricapitolina. Non è documentata la costruzione di alcuna chiesa ariana nella città o nel territorio e non risulta in alcun modo che i vicentini aderissero al credo dei vincitori.
Lo scisma, inizialmente favorito dai longobardi in opposizione a Bisanzio e a Roma, fu risolto dai longobardi stessi. Nella seconda metà del VII secolo essi gradualmente si convertirono al cattolicesimo e si avvicinarono al papa. Dopo la battaglia di Coronate del 689, nella quale il re cattolico Cuniperto sbaragliò l'ariano duca dell'Austria longobarda Alachis - che era appoggiato anche da molti romanici aderenti allo scisma tricapitolino - la confessione cattolica si impose definitivamente sui dissidenti. Nel 698 Cuniperto convocò un sinodo a Pavia in cui i vescovi cattolici e tricapitolini, tra cui Pietro I, Patriarca di Aquileia, ricomposero "nello spirito di Calcedonia" la loro comunione dottrinaria e gerarchica.
Così maturò un nuovo clima culturale, testimoniato da una serie di elementi, quali il rinnovamento decorativo di chiese e di palazzi - anche se a Vicenza le testimonianze della Rinascenza liutprandea sono scarsissime - l'abbandono dell'uso dei corredi funerari, la commistione dei nomi, per cui molti longobardi assunsero nomi di tradizione romana e cristiana e i romani presero nomi germanici, la condivisione della medesima lingua, tutto a dimostrazione che si stava affievolendo il senso identitario della stirpe.

## Secoli VIII-XII: l'Alto Medioevo

### La rete delle abbazie benedettine

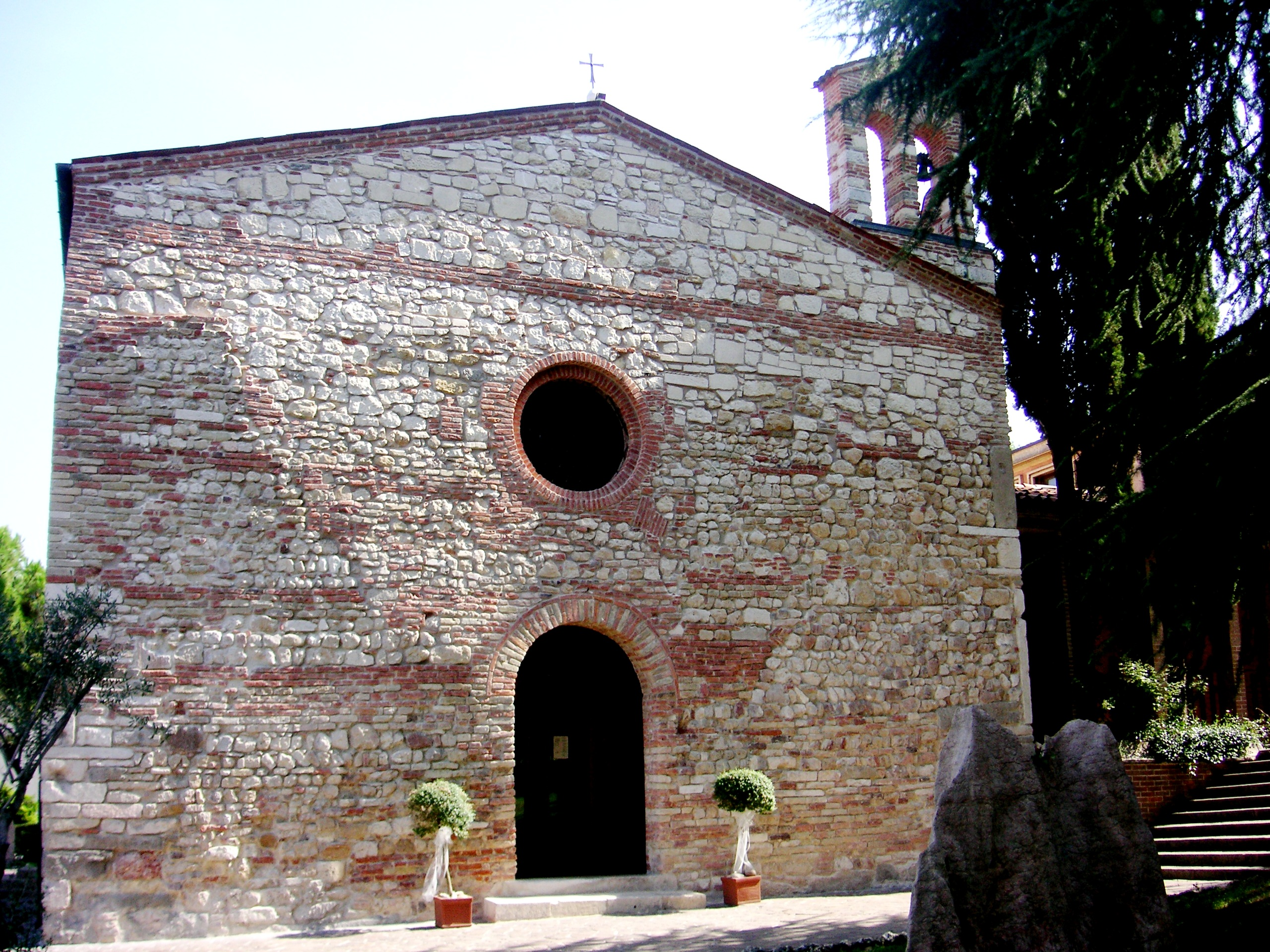
La facciata della chiesa di San Giorgio in Gogna

Dopo la conversione dei longobardi al cattolicesimo, e soprattutto verso la metà dell'VIII secolo, molti nobili - in alcuni casi lo stesso re o i duchi - fondarono monasteri in tutta Italia - alcuni anche in territorio vicentino - finanziandone la costruzione e dotandoli di notevoli risorse economiche.
Alla fine del periodo longobardo o alla prima età carolingia risale con ogni probabilità la fondazione dell'abbazia annessa alla basilica dei Santi Felice e Fortunato di Vicenza, anche se non è documentata alcuna data certa. 
Antecedenti all'anno mille sono anche le chiese e gli annessi monasteri benedettini di San Giorgio in Gogna, di San Silvestro e quello di San Pietro - che divenne la più importante abbazia benedettina femminile fino all'età contemporanea -  tutti situati appena fuori le mura di Vicenza.

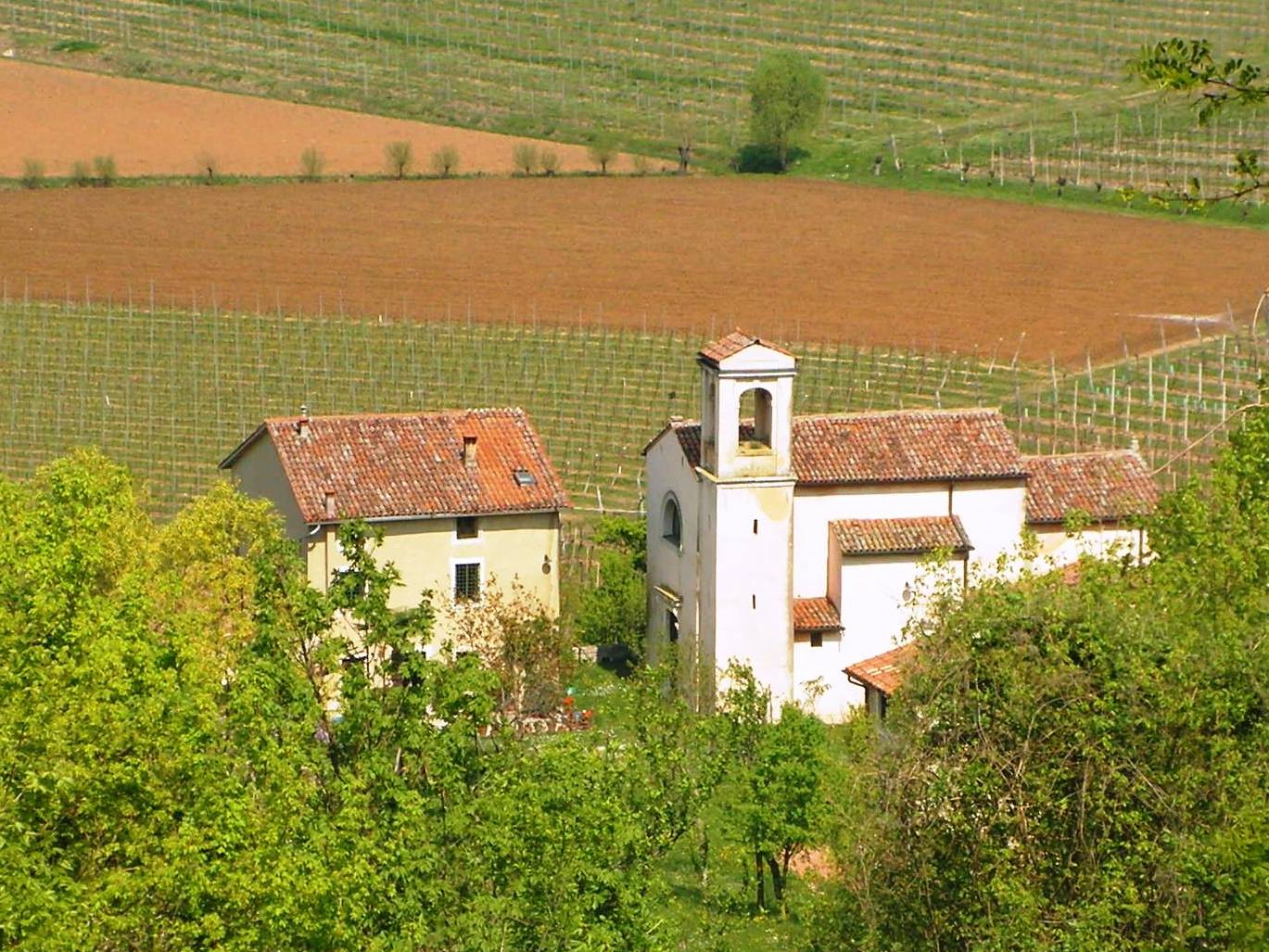
La Corte piccola benedettina) a San Vito di Brendola

Molte chiese e cappelle, casali, terreni e curtes sono citati nel Privilegium del 983, con il quale il vescovo Rodolfo concedeva ai benedettini di San Felice ampi possedimenti nel territorio vicentino. Di molte altre antiche chiese sparse sul territorio vicentino non si ha una datazione certa, ma i loro santi titolari – cioè Vito, Modesto e Crescenzia – fanno pensare sia ad un'origine benedettina che ai secoli VIII o IX come periodo di fondazione, essendo essi stati particolarmente cari alla dinastia carolingia.
La diffusione così ampia dei benedettini dipendeva dal favore delle autorità civili e religiose, sia per l'utilità sociale che essi rappresentavano come centri di aggregazione e di produzione di risorse, con la loro opera di bonifica di terreni malsani e paludosi, che per l'attività pastorale che svolgevano nei terreni bonificati, troppo lontani dalle pievi cittadine. Il loro prestigio era anche accresciuto dal fatto che, durante l'Alto Medioevo, lo stile di vita monastico appariva come un ideale religioso di vita cristiana e di fuga da un mondo di violenza e oppressione.

### L'organizzazione diocesana

#### L'evoluzione delle pievi
Dalla tarda antichità e fino al tempo di Carlomagno, l'organizzazione ecclesiastica aveva mantenuto la struttura iniziale che ricalcava le divisioni amministrative dell'epoca romana. Il territorio della diocesi corrispondeva alla circoscrizione civile che faceva capo alla città ed era articolato in una pieve urbana unitaria (la prima a sorgere) e in un certo numero di pievi rurali che corrispondevano ai distretti civili.
Aspetto caratteristico era la presenza di un unico fonte battesimale per l'intera pieve: nella città di Vicenza esso restò unico fino alla riforma delle parrocchie del periodo napoleonico, eccezion fatta per i due fonti fuori le mura affidati ai monaci benedettini di San Felice e di San Vito (poi Santa Lucia).
Nell'ambito della pieve esistevano anche altre chiesette o cappelle, ma tutte dipendevano dalla pieve. Tutto il clero - sacerdoti, diaconi, suddiaconi e chierici - viveva insieme con l'arciprete, rappresentante del vescovo, nella casa comune, la canonica.
Dopo la conquista franca Carlomagno cercò di consolidare il regno, utilizzando la gerarchia e l'organizzazione ecclesiastica diocesana: anche a capo del patriarcato di Aquileia e della diocesi di Vicenza furono preposti uomini di fiducia del re. Per fornire una base giuridica ed economica a tale organizzazione, i capitolari di Carlomagno modificarono gli ambiti territoriali delle diocesi e delle pievi, attribuendo a ciascuna delle rendite - le decime - sufficienti al mantenimento di chi ne era titolare.
Un'impostazione che cambiò anche la vita religiosa e l'attività pastorale: i poli di attrazione devozionale non furono più, come si era affermato verso la fine del periodo longobardo, i monasteri. Ad una spiritualità fondata sull'ideale monastico dell'ascesi si sostituì la richiesta di un'adesione passiva alle verità di fede e della regolare pratica di culto.
Questo assetto - che corrispondeva al tentativo di rafforzare l'unità politico-religiosa dello Stato - entrò però rapidamente in crisi verso la metà del IX secolo, con la fine della dinastia carolingia.
Durante il periodo dell'anarchia, caratterizzato dalla violenza, dal degrado della vita sociale e dall'oppressione dei poveri, i vescovi tendevano a riprodurre lo stile di vita mondano delle classi dominanti dalle quali provenivano. I sacerdoti loro collaboratori, e quelli spesso nominati dai signori delle chiese private da essi stessi fondate, in quanto capaci di leggere e di scrivere venivano impiegati come esattori a danno dei contadini. Altri preti invece, quelli più poveri perché titolari di chiese che fruttavano scarsi proventi, erano costretti per sopravvivere a trascurare l'impegno pastorale e spesso si prendevano una donna in casa perché contribuisse al loro mantenimento.
I monasteri ripresero il ruolo di centri di attrazione della vita religiosa, ma divennero nello stesso tempo delle potenze politiche ed economiche, perché la loro organizzazione si inseriva benissimo nel nascente sistema feudale. Tramite donazioni, legati testamentari e assegnazione di beni e di privilegi estesero enormemente i loro possessi sul territorio, spesso in concorrenza e in lotta con i signori laici che, a loro volta, per appropriarsene usavano metodi violenti. I pochi documenti dell'Alto Medioevo che ci sono pervenuti, relativi al territorio vicentino, riguardano principalmente la concessione di possessi e benefici ai benedettini di San Felice.
Tutto questo corrispondeva ad una politica imperiale di favore agli ordini monastici, con la quale i vescovi erano conniventi, ma aggravava la situazione delle pievi e dei preti diocesani, che si trovavano sempre di più a corto di mezzi.
Soprattutto dopo il Mille, per un insieme di fattori - oltre a quelli già esposti anche l'aumento della popolazione che portò a un diverso assetto degli insediamenti sul territorio - la disgregazione delle pievi rurali fu totale: cappelle e chiese filiali si resero autonome dalla chiesa pievana, ciascuna con il proprio sacerdote che non praticava più la vita comune con gli altri e si moltiplicarono i fonti battesimali.

#### Il ruolo dei vescovi
Dopo le devastanti incursioni degli Ungari, che saccheggiarono in particolare le abbazie e le chiese dove trovavano maggiori ricchezze - a Vicenza furono distrutti i monasteri dei Santi Felice e Fortunato e quelli di San Vito e di San Salvatore - i vescovi assunsero un nuovo ruolo, quello di difesa delle città e delle comunità rurali, in ciò incoraggiati dagli imperatori, che li autorizzarono a costruire castelli e concessero loro privilegi e giurisdizioni.
Così nel corso del X e dell'XI secolo e fino alla metà del XII, i vescovi di Vicenza furono contemporaneamente signori della città, vertici dell'organizzazione ecclesiastica diocesana e guide religiose del popolo cristiano. Fu il primo aspetto peraltro - lo si ricava dai documenti del tempo che registrano i loro atti come feudatari o arbitri di controversie - quello che maggiormente caratterizzò la loro figura, a tutto scapito della funzione pastorale.

#### I privilegi dei canonici della cattedrale
I canonici della cattedrale, a loro volta, erano titolari di molte cappelle urbane, che nel 1186 erano almeno 10 e chiese extraurbane. Possessi e diritti così ampi, con i relativi risvolti economici e i contenziosi che ne seguivano, offuscarono spesso il loro principale compito, quello di essere i collaboratori del vescovo per le funzioni pastorali.

#### Il clero e la vita religiosa
Il generale degrado della vita religiosa era aggravato dal problema della profonda ignoranza del clero e dalla rilassatezza dei suoi costumi: simonia e concubinato erano piuttosto comuni e i tentativi di riforma e di moralizzazione, perseguiti già verso il Mille da alcuni vescovi più illuminati e impegnati – come Rodolfo che cercò di riformare il clero dando attuazione alle decisioni del Concilio di Ravenna voluto da Ottone I nel 967, Lamberto che introdusse la vita comunitaria per i preti della cattedrale e Girolamo – e poi dal papato e da vari concili, specialmente dopo la riforma gregoriana, ebbero scarso successo a Vicenza, come in genere in tutta l'Italia settentrionale.
Una testimonianza prossima a Vicenza è quella del vescovo di Verona Raterio, che nei suoi scritti denuncia i vizi che accomunavano preti e laici: l'estrema ignoranza, l'ingordigia, la superstizione, i costumi dissoluti.
Quanto al tipo di religiosità, a Vicenza durante l'Alto Medioevo clero e laici erano molto legati alle forme tradizionali e sembravano non percepire le nuove esigenze di spiritualità, che pure in altre parti d'Italia si facevano sentire.

## Secoli XII-XIV: Il Basso Medioevo

### Una diversa religiosità
A partire dal XII secolo nell'Italia centro-settentrionale si ebbero notevoli cambiamenti della vita cittadina che influirono sulla sfera religiosa. Nacquero i liberi comuni che si svincolarono dalla signoria dei vescovi, si formò un nuovo ceto sociale, la borghesia, che per esigenze di viaggi e di commerci ebbe l'opportunità di incontrare altre culture e rivendicò una maggiore libertà di pensiero, anche in materia di fede.
Cambiò quindi il modello di vita ideale per il cristiano, che non fu non più quello del monaco che si ritirava dal mondo per costruire la civitas Dei, ma quello dell'uomo che accettava il mondo per comprenderlo e trasformarlo.
Il latino, divenuto ormai incomprensibile alla generalità, venne sempre più relegato alla sfera giuridica ed ecclesiastica e questo fatto, se allontanava la gente dai riti, anch'essi sempre più incomprensibili, dall'altra faceva nascere nuove esigenze.
Rispetto ai secoli precedenti, la religiosità popolare trovò forme diverse per esprimersi, dotate di maggiore interiorità. Messa in secondo piano l'iconografia di origine bizantina che equiparava Cristo ad un re, ora si poneva nelle chiese il crocefisso – particolarmente caro ai francescani - e si meditava su Gesù uomo e sofferente. La figura della donna veniva rivalutata, insieme con quella di Maria, elaborata dalla spiritualità di Bernardo di Chiaravalle, che assumeva le vesti della madre dolce e della donna ideale.
Un po' dappertutto sorsero movimenti, più o meno ortodossi, il cui punto di riferimento era il modello della chiesa delle origini, così com'era descritto nelle Scritture, di cui si voleva la traduzione in lingua volgare. In alcuni casi essi trovarono la risposta in forme di vita comunitaria, come gli Umiliati e i Valdesi che praticavano la semplicità di vita, la messa in comune dei beni, la preghiera, l'ascolto e la predicazione della parola di Dio.
Altri invece manifestarono, talora in forme violente come la Pataria, il loro dissenso verso il crescente potere, anche temporale, del papa e dei vescovi e il loro stile di vita, che si riteneva essersi troppo allontanato dalla povertà evangelica.
Era l'ambiente favorevole per la rapidissima crescita e la diffusione degli Ordini mendicanti: i frati, preparati nello studio dei testi sacri, capaci di esprimerne i contenuti in un linguaggio corrente concreto e adeguato alla vita quotidiana, rigorosi nel proprio stile di vita – tutte qualità in cui il clero diocesano era invece carente – infiammavano le folle esortandole alla penitenza e alla sequela del Cristo.

### Il ruolo dei vescovi a Vicenza

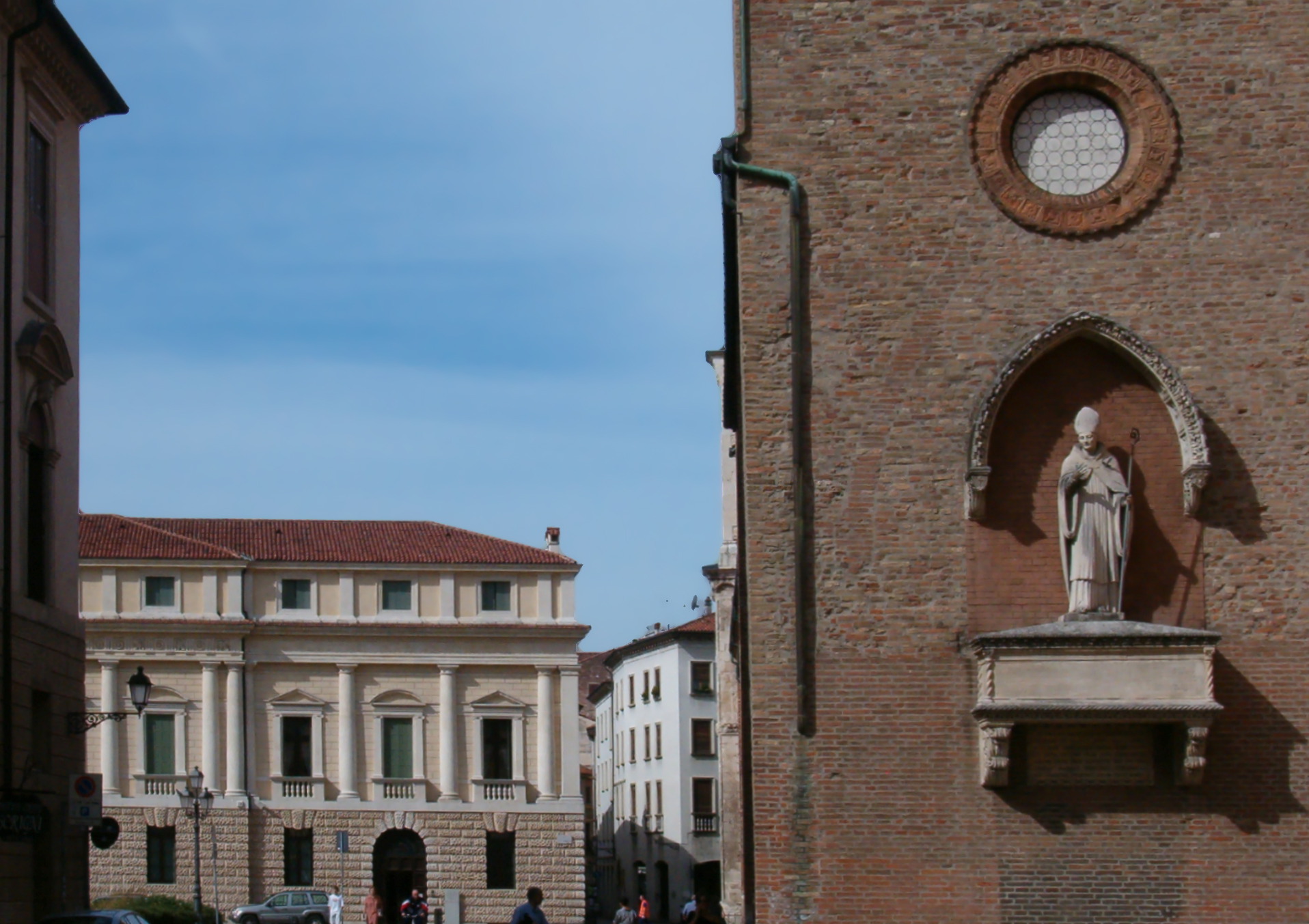
Statua (a destra) del vescovo Giovanni Cacciafronte, ucciso nel 1184 da una congiura di nobili, all'esterno dell'abside della Cattedrale di Santa Maria Annunciata (in origine la statua era collocata in una propria edicola).

Finché durarono l'alleanza e la sintonia tra il vescovo e l'imperatore, l'organizzazione ecclesiastica sembrò solida. Ma dopo che il vescovo Enrico nel 1122 - e i suoi successori dopo di lui - si avvicinarono al papato, che combatteva l'impero per la questione delle investiture, il loro potere sulla città declinò rapidamente.
Si formò il partito a loro contrario, capeggiato dal conte; intorno al 1140 si costituì il Comune, che in pochi anni si affrancò dalla loro tutela. I vescovi furono combattuti, derubati senza scrupolo e talvolta persino uccisi – come accadde a Cacciafronte e a Pistore – dai loro oppositori, se non dai loro stessi vassalli. Strangolati dai debiti, vescovi e canonici caddero nelle mani degli usurai. In una lettera del 1213 papa Innocenzo III definiva la Chiesa vicentina "una nave a pezzi".

### Le fraternità di laici
I vescovi, quindi, non riuscirono ad utilizzare il periodo di transizione per rinnovare la vita ecclesiastica e riformare i costumi del clero. Il risveglio evangelico nacque dal basso, seppure approvato dalla Chiesa, almeno agli inizi.
Verso la fine del XII secolo sul territorio vicentino sorsero delle fraternità di laici che praticavano la vita comunitaria, si mantenevano con il loro lavoro e spesso gestivano degli xenodochi o dei piccoli ospitali. Per realizzare questo scopo, essi richiedevano e ottenevano in concessione cappelle ed edifici abbandonati dai monaci benedettini quando questi, rimasti in pochi, ritornavano ad abitare nel monastero di San Felice.
Il più antico documento conosciuto riguarda l'ospitale di Lisiera, dove nel 1134 una comunità di fratres et conversi fu investita dall'abate di San Felice - cui dovevano obbedienza - di una notevole estensione di terre situate tra Bertesina e Monticello Conte Otto; un secondo documento del 1181 attesta che insieme con loro vivevano anche un sacerdote e dei chierici e che gestivano un ospitale, dedicandosi all'assistenza dei pellegrini che transitavano sulla via Postumia; cessarono di esistere verso la seconda metà del Duecento.
Nel 1183 il vescovo Pistore concesse ad un'altra comunità di laici la chiesa di San Nicolò di Nunto (oggi Olmo di Creazzo), abbandonata dal clero perché rendeva troppo poco.
Cinque anni più tardi, i canonici della cattedrale affidarono ad un'altra fraternità di laici sposati, dediti alla vita in comune, alla povertà e alla penitenza la chiesa di San Desiderio (oggi Sant'Agostino), trascurata per lo stesso motivo, insieme con gli annessi possedimenti; come regola di vita essi scelsero quella agostiniana. Di questa comunità non si sa altro, ma nel 1236 i canonici e le canonichesse di San Marco di Mantova, che risiedevano nel monastero di San Bartolomeo in Borgo Pusterla a Vicenza, ricevettero dal vescovo Manfredo dei Pii - che sciolse anche la comunità di San Nicola di Olmo - l'investitura della chiesa con tutti i suoi privilegi ed i possedimenti annessi.
Ancora, intorno agli anni novanta del Duecento un gruppo di uomini e donne si ritirarono a vita comune presso la chiesa, già benedettina, di San Biagio Vecchio e vi fondarono un ospitale. Essi vivevano in pratica la regola benedettina, che però il vescovo Altegrado nel 1307 impose loro con un decreto, riprovando lo stile di vita che si era instaurato nella comunità. Da quel momento, pur restando in comune tutti i beni e le rendite, la comunità poté essere formata soltanto da donne, mentre quattro monaci, due dei quali sacerdoti, dovevano vivere lì ma separati dalla comunità femminile. A fine secolo il numero delle monache era ridottissimo e l'ospitale aveva cessato di funzionare.
A Vicenza, in Borgo Berga poco fuori della cinta altomedievale nella primavera del 1190 si insediò una domus Patarinorum, cioè una comunità di Umiliati, in un periodo cioè in cui questo movimento era stato scomunicato da papa Lucio III con la bolla Ad abolendam, promulgata in occasione del sinodo di Verona del 1184, che lo accomunava a catari e patarini.
L'insediamento si stabilizzò nella contrada ed anzi – avvenuta la riammissione del movimento nell'ambito della Chiesa con l'obbligo di seguire una regola ben precisa – nel 1215 fondò il convento di Ognissanti, dove le Umiliate rimasero fino allo scioglimento dell'Ordine da parte di Napoleone.
Nel 1292 gli Umiliati presso una loro seconda casa, quella detta de medio, costruirono la chiesa di Santa Caterina.
A pochi anni dalla loro costituzione, quindi, tutte queste comunità di laici, o perché considerate pericolose per l'ortodossia o criticate per lo stile di vita, furono sciolte o regolarizzate - cioè fu loro imposta una regola ben precisa, approvata dalla Chiesa, che comportava in particolare la netta separazione tra uomini e donne.

### Eresie e repressione
Vi furono però anche forme di dissenso che volevano creare una chiesa alternativa. Già alla fine del XII secolo Vicenza era diventata un centro importante dei Catari. All'inizio del Duecento, un cronista disse che Vicenza era piena di eretici.
Nel 1184 Lucio III emanò a Verona la decretale Ad abolendam diversarum haeresium pravitatem - con la quale venivano scomunicati tutta una serie di movimenti del dissenso, considerati eretici, e contro di essi veniva istituito il procedimento inquisitorio la cui gestione era affidata ai vescovi. Ma per alcuni decenni ancora, a Vicenza come in buona parte dell'Italia settentrionale, la repressione fu piuttosto debole, per vari motivi.
Anzitutto a quel tempo le definizioni dogmatiche non erano così nette ed anzi i movimenti che criticavano o miravano alla riforma della Chiesa affermavano tutti la propria conformità al Vangelo e i loro aderenti si definivano buoni cristiani.
In secondo luogo, perché la repressione fosse efficace, l'autorità religiosa avrebbe dovuto avvalersi della collaborazione di quella civile, ma gli organi cittadini - in tempi difficili di lotte tra fazioni o contro l'imperatore - non volevano inimicarsi i dissenzienti, spesso esponenti di famiglie signorili di buon livello culturale o mercanti che viaggiando erano entrati in contatto con diverse idee e diverse forme di spiritualità.
La stessa appartenenza religiosa era influenzata dalla scelta di campo tra guelfi e ghibellini. L'aristocrazia di Vicenza era in buona parte ghibellina, e così Ezzelino III da Romano, signore della città dal 1237 al 1259; ma anche alcuni vescovi simpatizzavano per l'imperatore: ancora nel 1239 si registra l'episodio dell'inerzia da parte del vescovo Manfredo de' Pii nei confronti di Federico II che, nonostante la scomunica comminatagli dal papa, era entrato in cattedrale durante la celebrazione della messa.
L'azione repressiva divenne molto più incisiva ed efficace sotto il pontificato di Innocenzo III che, tra l'altro, con la decretale Vergentis in senium del 1199 qualificò l'eresia come crimine di lesa maestà, cioè un reato che sovvertiva l'ordine sociale e perciò doveva essere represso dall'autorità civile. Gli eretici avrebbero dovuto essere privati di ogni diritto civile e politico e i loro beni confiscati. Infine con Gregorio IX nel 1233 fu stabilità la condanna al rogo per gli eretici impenitenti e vennero istituiti i tribunali dell'Inquisizione, sottratti ai vescovi ed affidati ai frati degli Ordini mendicanti, dipendenti direttamente dal papa.

#### La Chiesa catara di Vicenza
Agli inizi del XIII secolo la Chiesa catara contava a Vicenza e a Bassano circa 100 Perfetti (il che significa che i semplici credenti e i simpatizzanti erano molti di più), praticava un dualismo tipico della Sclavonia, dove aveva soggiornato ed era stato consacrato il suo vescovo Nicola da Vicenza; gli succedette nel 1214-1215 suo 'figlio maggiore', il nobile vicentino Pietro Gallo.
Questa Chiesa ricevette un primo colpo durante la breve campagna di predicazione e di persecuzione di Giovanni da Schio nel 1233, che riuscì a far mandare sul rogo 60 eretici.
Si rafforzò invece durante la signoria di Ezzelino III, tanto che egli fu accusato - uno dei motivi che il papa addusse per indire la crociata contro di lui - di essere eretico e protettore di eretici, ma fu quasi debellata al tempo del vescovo Bartolomeo di Breganze, che affrontò i catari in dibattiti pubblici, riuscendo a farne convertire molti - tra cui Geremia arcivescovo cataro di tutta la Marca e forse il vescovo Viviano Boglo - e a mandarne un'altra decina sul rogo, tra cui i diaconi Olderico de Marola e Tolomeo.
In seguito, le azioni decisive che estinsero del tutto la Chiesa catara a Vicenza furono l'attività della locale Inquisizione durante il periodo della soggezione a Padova e quella politica e militare delle signorie guelfe. Nel 1276 i fratelli Mastino e Alberto della Scala espugnarono con le loro truppe la rocca di Sirmione, dove si erano asserragliati numerosi Perfetti insieme ai vescovi catari di Desenzano e Bagnolo San Vito; i prigionieri furono portati a Verona dove 166 di loro furono bruciati il 13 febbraio 1278, con l'aggiunta di un'altra quarantina di dissidenti.

#### L'Inquisizione nel XIII secolo
L'inefficienza nel reprimere l'eresia aveva indotto papa Gregorio IX ad inviare ripetutamente dei cardinali come legati papali nell'Italia per spingere all'intervento contro i catari le autorità religiose e civili.
Poiché questo problema presente in tutto l'impero non si risolveva, alla fine il papa per combattere il dissenso si affidò agli Ordini mendicanti, che dipendevano non dai vescovi ma direttamente da lui, dotandoli di adeguati strumenti coercitivi.
Nella Marca di Verona l'ufficio inquisitoriale fu tenuto inizialmente dai domenicani e nel 1254 passò ai Frati Minori, che lo esercitarono fino al 1308 quando, in seguito a due severe inchieste papali contro di loro, ritornò ai domenicani. Quasi sicuramente ci fu anche a Vicenza un ufficio stabile e probabilmente un inquisitore vicario - incarico che spesso preludeva a quello del pieno ufficio - che curava l'amministrazione dei beni confiscati, accoglieva le confessioni degli eretici e svolgeva anche altre funzioni.
Secondo la normativa del tempo, le spese per l'indagine e per il processo dovevano essere coperte dall'inquisitore e per questo, tra le pene comminate, furono numerose quelle pecuniarie e le confische di beni di eretici defunti, mentre rarissime furono le esecuzioni capitali e le condanne al carcere. Soprattutto alla fine del Duecento si ebbero in città molti processi postumi contro famiglie ricche e potenti, nel periodo in cui furono inquisitori dei frati padovani, nominati dal ministro provinciale Bartolomeo Mascara da Padova (1289 – 1299), che spendevano indebitamente una parte delle entrate per usi personali e favori a parenti.
Nelle due severe inchieste papali del 1302 e del 1308 i giudici speciali inviati da Bonifacio VIII e da Clemente V raccolsero abbondanti dati sulla gestione economica, conservati a Roma nelle Collectoriae dell'Archivio Segreto Vaticano, mentre i verbali dei processi tenuti nelle sedi locali scomparvero quasi tutti nel corso dei secoli. Per questo motivo si conoscono meglio le confische e le vendite dei beni degli eretici fatte da questi inquisitori che la loro attività processuale vera e propria.
La prima inchiesta, affidata da Bonifacio VIII il 12 giugno 1302 a Guido di Neuville, vescovo di Saintes, relativa a sei inquisitori francescani della provincia veneta, fu provocata dalla denuncia del vescovo di Padova e degli ambasciatori del Comune. Fra Boninsegna da Trento e fra Pietrobuono da Padova furono incarcerati, gli altri sospesi. Dai dati raccolti risultò tra l'altro che fra Boninsegna aveva incassato nel 1300-1301 a Vicenza 25.524 lire di piccoli veneti di entrate (pari a 7.900 fiorini d'oro) e ne aveva versate al Comune soltanto 1.000. Il papa assegnò allora l'ufficio di Padova e Vicenza ai domenicani; dai pochi atti rimasti, si sa che fra Boninsegna fu condannato a pagare 250 fiorini d'oro alla Camera Apostolica.
Quantunque gli inquisitori di origine padovana venissero accusati dalle loro vittime e censurati dal papa, sembra che all'epoca fossero ben accetti ai contemporanei, che anche nel periodo delle ricorrenti malversazioni continuarono a lasciare loro donativi nei testamenti, a collaborare con loro a livello istituzionale e talvolta perfino li difesero dalle fondate accuse di abusi amministrativi. Lo stesso comune di Vicenza, in quel periodo praticamente sottomesso a Padova, fu collaborativo e destinò un terzo del ricavato dei beni confiscati alla costruzione dell'imponente chiesa francescana di San Lorenzo.

### Gli Ordini mendicanti
Nei primi decenni del Duecento gli Ordini mendicanti si diffusero con estrema rapidità in tutte le principali città d'Italia e d'Oltralpe. A differenza dei monaci, i frati non risiedevano in monasteri, ma costruivano grandi conventi ben inseriti nel tessuto urbano e passavano dall'uno all'altro, non si isolavano dal mondo ma vivevano in mezzo alla gente, fosse il popolo minuto o la nuova borghesia. Spesso riscuotevano i favori dei potenti, ma non dipendevano da loro per la concessione delle terre. Erano più colti e preparati alla predicazione del clero diocesano, con il quale entravano spesso in conflitto. Svincolati dall'obbedienza al vescovo considerato poco efficiente, erano la nuova forza a disposizione del papa per combattere gli eretici, che neppure le crociate bandite contro di loro erano riuscite ad annientare.

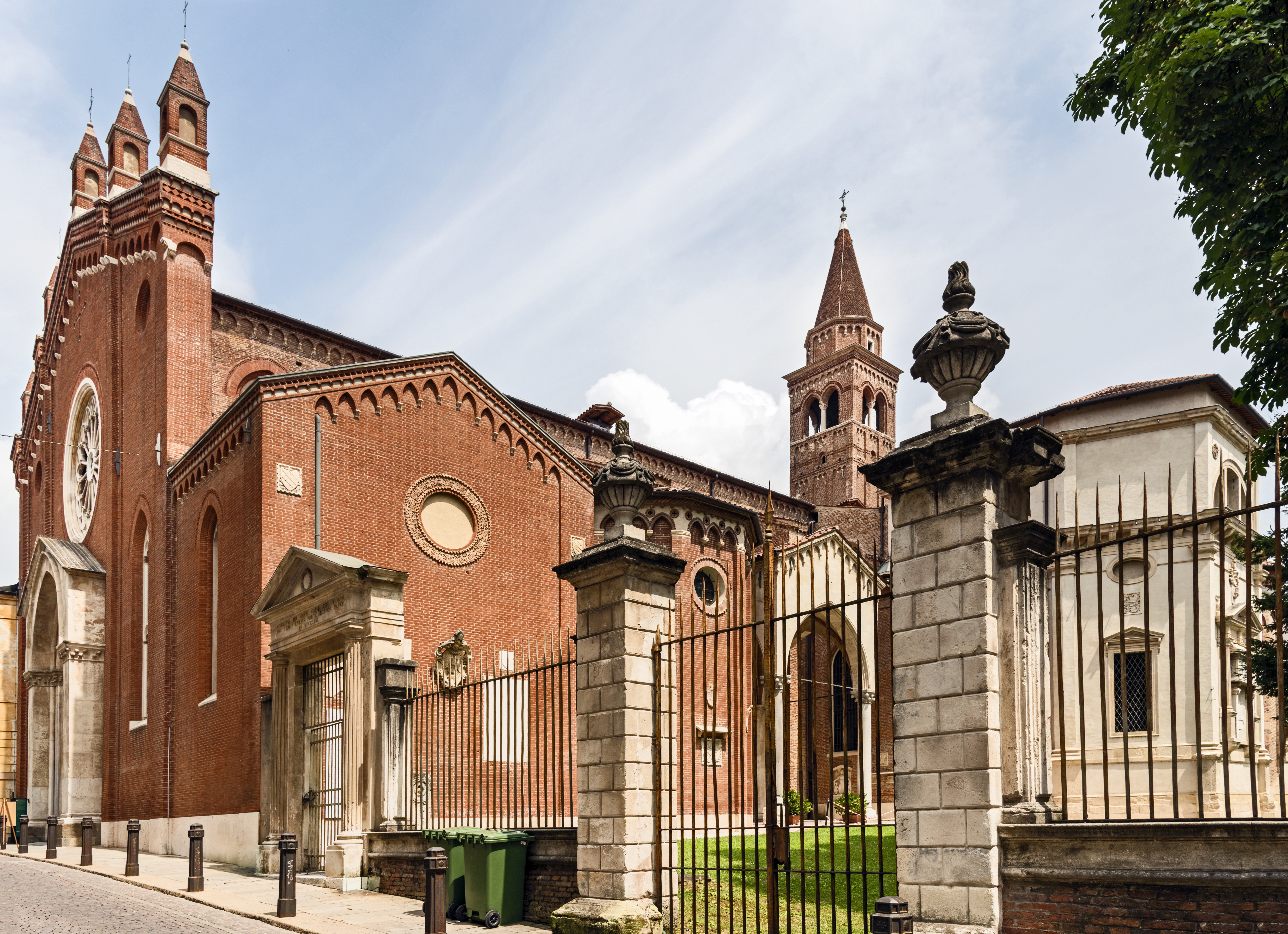
La chiesa di Santa Corona, eretta per conservare le reliquie che Luigi IX di Francia donò al vescovo Bartolomeo di Breganze.

Essi irruppero anche a Vicenza, una città in cui agli inizi del secolo il vescovo era stato pesantemente ridimensionato sia nel suo potere temporale che come autorità religiosa, il clero secolare e religioso era incolto e mondano nei costumi, una città in cui era presente la forte Chiesa catara con un proprio vescovo e un buon numero di aderenti anche tra i ceti emergenti.
Si distribuirono nella città per settori di competenza, per non interferire tra di loro nella predicazione e nella colletta delle elemosine, utilizzando la naturale divisione in quartieri determinata dal decumano e dal cardo principali. I francescani, presenti a Vicenza fin dagli anni 1220, si radicarono nel quadrante a nord-ovest, dove nel 1280 iniziarono la costruzione del Tempio di San Lorenzo; i domenicani costruirono la chiesa di Santa Corona nel quadrante a nord-est; gli agostiniani eressero nel 1264 la chiesa di San Michele, demolita nel 1812, al di là del Retrone nel settore sud-est, mentre il quartiere sud-ovest restò alla competenza del capitolo della cattedrale.
Ciascuno di essi ebbe un periodo di maggior influenza sulla vita cittadina. I domenicani negli anni trenta – si ricorda il momento di fulgore di Giovanni da Schio – e soprattutto nel quinquennio che seguì la caduta di Ezzelino III, quando furono fortemente sostenuti dal loro confratello, il vescovo Bartolomeo da Breganze, ma anche dal Comune, che acquistò l'area per la costruzione di Santa Corona. I francescani furono favoriti nel cinquantennio dell'egemonia padovana e a loro furono affidati gli uffici dell'Inquisizione cittadina. Gli agostiniani infine, ben visti dagli scaligeri, si affermarono nel periodo della signoria veronese.

### Il degrado del Trecento
Il Trecento fu un secolo di decadenza sia per la Chiesa universale che per le Chiese locali. I papi abbandonarono Roma per Avignone, dove si stabilirono durante i settant'anni della cd. cattività avignonese, e in quella sede il Papato si adeguò sempre più alle logiche della vita di corte e delle connivenze politiche con i nuovi Stati europei. Le diocesi furono lasciate al loro destino e si interruppe il processo di riforma della Chiesa, favorita nel Duecento dai papi precedenti, che si erano avvalsi del forte apporto degli ordini mendicanti.
Anche i vescovi di Vicenza furono uomini del loro tempo: spesso eletti sotto la pressione se non addirittura designati dalle dinastie dominanti, dapprima gli Scaligeri e poi i Visconti, coinvolti continuamente nelle lotte tra le Signorie che si contendevano il territorio e tra queste e il papato, spesso furono osteggiati anche dalle fazioni cittadine e dallo stesso capitolo della cattedrale.
Per molti vescovi del Trecento la presenza in città fu saltuaria, talora perché impediti dal signore del tempo, altre volte - in particolare nella seconda metà del secolo - perché assorbiti da altri interessi. Uomini spesso di alta cultura, si dedicavano all'insegnamento universitario o venivano incaricati dal papa di svolgere missioni diplomatiche.
Nello stesso tempo continuò ed anzi si accentuò il degrado dell'organizzazione ecclesiastica. La situazione si può evincere dagli atti del Sinodo diocesano che il vescovo Sperandio indisse intorno al 1320: le determinazioni sinodali fanno capire che i parroci erano concubini, frequentavano le osterie dove erano dediti al gioco e al vino, portavano armi e commettevano crimini, non tenevano in ordine la loro chiesa e soprattutto non risiedevano nella parrocchia di cui erano titolari. Quest'ultimo aspetto - sottolineato anche da un successivo sinodo del 1349-1357 - rivela come la titolarità di una parrocchia o la curazia di una chiesa fosse considerata nulla più che un beneficio da sfruttare per le rendite che produceva.

### I santi protettori di Vicenza
Durante il XIV e il XV secolo a Vicenza, come in altre città del Veneto, vi fu un rifiorire della devozione per i santi protettori locali e si affermò il loro culto. È il periodo in cui la città e il suo territorio, come d'altra parte molte altre zone d'Europa, vengono devastati da carestie e pestilenze; la popolazione sente il bisogno di affidarsi alla protezione dei patroni che intercedano presso Dio.
Secondo alcuni autori, fu anche il momento in cui Vicenza - che ormai aveva perduto ogni autonomia politica, prima sotto la signoria degli Scaligeri e dei Visconti, poi con la dedizione alla Serenissima - si costruì una propria identità, esaltando con tutta una serie di riti e di devozioni i santi che considerava tipicamente cittadini. Un'identità che le famiglie nobili cittadine rivendicarono con forza, prendendo spesso l'iniziativa di finanziare e far costruire cappelle, altari e arredi sacri nelle chiese cittadine.

#### Maria, Madre di Gesù

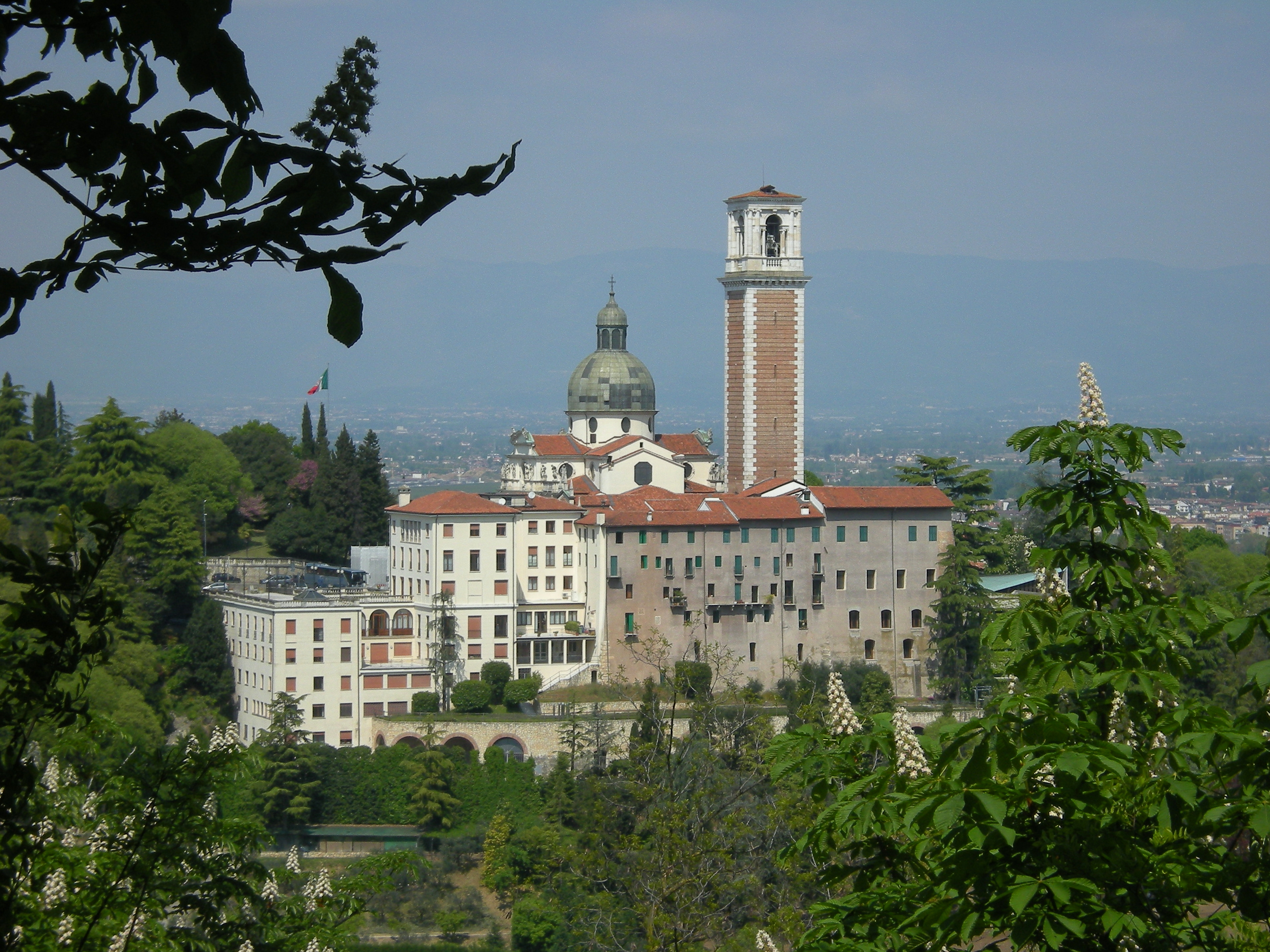
L'attuale complesso del santuario della Madonna di Monte Berico

Il culto mariano è molto antico in Vicenza: sono del V secolo sia la dedicazione della chiesa, in seguito cattedrale, alla Vergine Annunciata sia quella del martyrion della basilica di San Felice alla Mater Domini. Nei secoli successivi, la titolare della cattedrale lo divenne anche di molte chiese parrocchiali del territorio.
Come è ovvio, questo culto visse periodi alterni di maggior vigore e altri di stanchezza, di devozione più spirituale alternata ad altri di venerazione più formale.
Formatosi probabilmente nell'ambito della rinnovata spiritualità cistercense, Bartolomeo da Breganze favorì la rinascita del culto mariano a Vicenza; egli pose sotto la protezione della Mater misericordiae le Congregationes Mariae - alle quali accenna nei suoi scritti - che, all'incirca due secoli più tardi si trasformarono nella Compagnia della Misericordia, diventata comune in tutta Italia, sull'esempio di quella fondata da Antonino da Firenze. Una buona testimonianza di questa devozione, nel Quattrocento, è data dall'azione del cavaliere vicentino Giampietro de Proti; egli, istituendo l'ospizio di Santa Maria della Misericordia in favore dei nobili vicentini decaduti, dispose per testamento che l'omonima fraglia realizzasse una pala d'altare per l'oratorio dell'ospizio: la raffigurazione della Vergine, in essa contenuta, corrisponde a quella che avrebbe poi creato lo scultore Nicolò da Venezia per la Madonna di Monte Berico.
Durante la prima metà del XV secolo si diffusero le confraternite cittadine intitolate a lei: non se ne conoscono le forme devozionali - probabilmente legate al movimento della penitenza - ma esse dovevano consistere nel ringraziamento per lo scampato pericolo, specialmente dalle ricorrenti carestie e pestilenze, e in opere di misericordia verso il prossimo. È il periodo in cui si costituiscono anche la chiesa di Santa Maria della Misericordia in fondo a Piazza Biade e una cappella in cattedrale ove aveva sede la confraternita di Sancta Mariae Pietatis.
La ragione principale del rifiorire della pietà mariana a Vicenza è però indubbiamente legata alle due apparizioni della Madonna a Vincenza Pasini nel 1426 e nel 1428, anni in cui imperversava una grave epidemia di peste. Nella sua apparizione, la Madonna chiese la costruzione di un santuario che, dopo la seconda apparizione, venne costruito in soli tre mesi e divenne il fulcro della devozione mariana cittadina.
Un nuovo forte impulso fu dato nella seconda metà del Cinquecento dall'azione pastorale della Chiesa cattolica che, dopo il Concilio di Trento, in contrasto con i protestanti si sforzò di diffondere e rivalutare in nuove forme il culto alla Vergine.

#### Leonzio e Carpoforo, Eufemia e Innocenza
Secondo lo storico vicentino Francesco Barbarano, i quattro santi titolari della cattedrale - insieme con la Vergine Annunciata - e cioè Eufemia, Innocenza, Leonzio e Carpoforo, erano quattro fratelli vicentini che soffrirono il martirio nel IV secolo.
In realtà il culto delle due Sante venne a Vicenza da Aquileia, mentre risulta difficile sapere, allo stato degli atti, se il culto di Leonzio e Carpoforo affondi le sue radici nella storia o nella leggenda.
Un cronista del XII secolo afferma che nel 970 Teodorico, vescovo di Metz, ricevette dal vescovo vicentino Rodolfo - in cambio di una intercessione presso l'imperatore - i corpi dei santi Leonzio e Carpoforo; questi sarebbero stati martirizzati a Roma e il loro corpi sarebbero stati trasferiti a Vicenza non molto tempo prima del 969, collocati in un primo tempo nel monastero di San Felice e poi, dopo che questo era stato depredato e bruciato dagli Ungari, traslati in cattedrale. I vicentini avrebbero anche detto al vescovo che le passio dei due santi, ritenuti medici arabi, erano andate perdute in un incendio. La notizia non è sicura e pochi riferimenti della tradizione potrebbero far pensare ad uno sdoppiamento delle ben più certe figure dei santi anargyri romani, Cosma e Damiano.
Ciò che è sicuro, invece, è che il culto di questi due santi a Vicenza iniziò dopo il secolo XIV. La cronaca del XV secolo afferma che il 10 agosto 1455 i loro corpi furono ritrovati nella cattedrale e dieci giorni dopo portati in una solenne processione cui parteciparono migliaia di persone, anche dai comuni contermini, durante la quale fu raccolta un'ingente offerta di denaro.
Nel 1482 poi, dopo la demolizione della cappella maggiore del Duomo, furono portati alla luce anche i corpi delle martiri Eufemia e Innocenza. Contemporaneamente venne esposto al culto anche il corpo del vescovo Giovanni Cacciafronte, sepolto dopo la sua morte violenta nel 1184.

#### Vincenzo

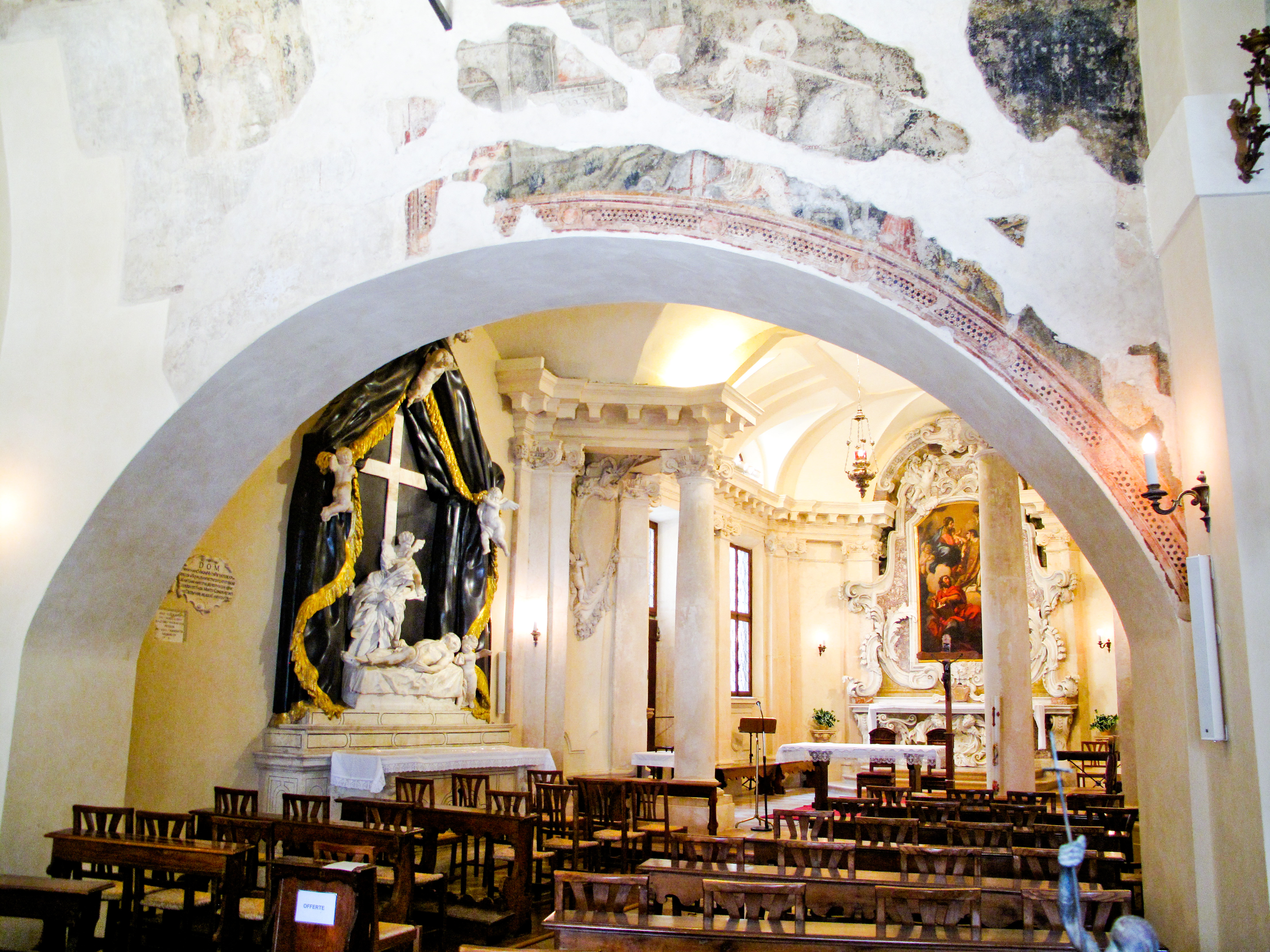
Interni della Chiesa di San Vincenzo

Nella seconda metà del XIV secolo, durante la signoria scaligera, il culto e il patronato di San Vincenzo di Saragozza presero un nuovo vigore, tanto da far iniziare nel 1385 la costruzione di una nuova chiesa addossata all'interno del muro del Peronio, nella platea magna della città, costruzione che fu ultimata nel 1387, l'anno in cui nel dominio della città subentrarono i Visconti. L'anno seguente il Consiglio dei Cinquecento deliberò che la processione del Corpus Domini si effettuasse dalla Cattedrale fino alla Chiesa di San Vincenzo, a questo punto patrono ufficiale della città.

### Le fraglie devozionali e caritative
Oltre alle fraglie dei mestieri ve n'erano altre a contenuto devozionale, mutualistico o caritativo. Originate dal movimento penitenziale del 1260, era sorta a Vicenza la fraglia dei Battuti, alla quale appartenevano sia i popolani che i signori della nobiltà vicentina. Presto si suddivise nella fraglia dei Battuti di San Marcello - che gestivano l'Ospitale dei Santi Maria e Cristoforo e presero il nome di Rossi dal colore della veste che indossavano - e quella dei Battuti di Sant'Antonio abate - dal nome dell'Ospitale esistente nella piazza del Duomo e che presero il nome di Negroni.
Nel corso del Trecento e del Quattrocento queste fraglie si moltiplicarono, allo scopo di gestire opere di carità: l'Ospitale di Santa Maria della Misericordia, quello dei Santi Ambrogio e Bellino, quello di Santa Croce, quello dei Santi Pietro e Paolo. Molte altre fraglie erano disseminate nel territorio vicentino.
Altre fraglie erano invece più tipicamente devozionali.
Per quanto risulta dai documenti, durante il Trecento si costituirono la fraglia dei Battuti di Santa Maria in Berga (denominata di San Silvestro o di Santa Maria del Borgo Berga) e quella, ubicata presso la chiesa di San Lorenzo, di Santa Maria della Concezione che, dopo la canonizzazione di San Bernardino da Siena, si fuse con una nuova diventando la confraternita di Santa Maria e di San Bernardino.
Un particolare culto alla Vergine era specifico della Fratalea Pietatis, annessa alla cappella dell'Incoronata nella cattedrale. Anche presso la chiesa di Santa Maria dei Servi si costituì fin dal primo Quattrocento una confraternita mariana.

## Secoli XV-XVIII: L'età della Repubblica Veneta

### XV e prima metà del XVI secolo

#### I vescovi veneziani e gli amministratori apostolici
Con il patto di dedizione a Venezia, nel 1404, i vicentini ottennero che il loro vescovo fosse tenuto a risiedere in città; Giovanni da Castiglione - persona molto colta e juris utriusque doctor, eletto nel 1390 ma che fino a quel momento aveva preferito risiedere a Pavia, dove insegnava diritto canonico all'università, e a Verona - si adeguò all'accordo.
La presenza dei vescovi in città, però, fu effettiva solo durante la prima metà del Quattrocento, con Pietro Emiliani (1409 - 1433) e Francesco Malipiero (1433 - 1451). A partire dal 1451, invece, la maggior parte dei vescovi visse fuori Vicenza e affidò il governo della diocesi a vicari generali. Così fece, ad esempio, Pietro Barbo (1451 - 1464), che poi fu eletto papa con il nome di Paolo II e nominò vescovi di Vicenza dapprima il suo parente Marco Barbo (1464 - 1470) e poi il nipote Giovanni Battista Zeno (1470 - 1501); quest'ultimo - che fu il committente della bella loggia del palazzo vescovile - risiedette in città solo un paio d'anni su trenta di episcopato.
La vera differenza, rispetto ai secoli precedenti, fu data dall'alleanza tra l'apparato politico e quello religioso, che favorì la stabilità di governo sia della città che della diocesi. Un sistema ormai consolidato a Venezia dove, fin dal 1363, il Senato veneziano si faceva carico di segnalare alla Curia romana i candidati a benefici ecclesiastici; anche se non veniva sempre accontentato, l'80% dei vescovi delle diocesi di Terraferma tra il 1400 e il 1550 fu scelto tra i membri delle famiglie patrizie della Dominante.
Il Cinquecento si aprì invece con una lunga serie di amministratori apostolici nominati direttamente dalla Santa Sede, in genere membri di potenti famiglie romane come i Della Rovere, che avevano iniziato la loro ascesa con l'elezione di Sisto IV nel 1471. Era il tempo del conflitto tra il papato e la Serenissima, quando papa Giulio II Della Rovere guidava contro Venezia la Lega di Cambrai. Questo sistema durò fino al 1565, quando si cominciò a dare applicazione ai decreti tridentini, che stabilivano l'obbligo della residenza.

#### La vita religiosa e l'organizzazione ecclesiastica nel XV e XVI secolo
Nella prima metà del XV secolo, durante il periodo dei vescovi residenti, un qualche rinnovamento della vita religiosa ci fu, anche se non a tutti i livelli.
La pietà popolare fu alimentata da alcuni eventi particolari durante l'episcopato di Pietro Emiliani: l'apparizione di Maria a Vincenza Pasini, che venne percepita come una particolare protezione della Madonna sulla città, il ritrovamento dei corpi dei Santi Felice e Fortunato e la predicazione di Bernardino da Siena.
Il suo successore, Francesco Malipiero, si impegnò nella riforma del clero regolare - che era ridotto ai minimi termini sia per la scarsità di vocazioni che per la rilassatezza dei costumi - favorendo l'insediamento di religiosi e religiose provenienti dall'esterno e imponendo la regola dell'osservanza ai monasteri e ai conventi esistenti.
I due vescovi non cambiarono invece il sistema parrocchiale ed anzi continuarono a distribuire benefici a sacerdoti per lo più provenienti da fuori diocesi: secondo Domenico Bortolan su 500 preti che a quel tempo governavano le parrocchie appena un settimo erano vicentini, mentre un buon quinto proveniva dalla Germania. Spesso più benefici attinenti a parrocchie e a chiese anche distanti tra loro venivano assegnati alla stessa persona che, naturalmente, non esercitava la cura d'anime sul posto.
L'esercizio delle funzioni liturgiche e dell'attività pastorale era invece affidato a un clero secolare di bassissimo livello culturale e di conoscenza dottrinale: nelle relazioni redatte a seguito delle visite pastorali dei vicari generalii nella seconda metà del XV secolo, si legge che pochi sacerdoti erano in grado di leggere, pochi conoscevano le formule della consacrazione della messa, pochissimi sapevano recitare le preghiere più semplici come il Pater noster o avevano idee chiare sulla confessione e sul concetto di peccato. Quanto allo stile di vita, nulla era cambiato rispetto al degrado dei costumi osservato nel Trecento; il clero partecipava - fatte salve alcune significative eccezioni di sacerdoti integerrimi - alle condizioni di abbrutimento in cui viveva la popolazione: rissosità, violenza, pratica della convivenza e del concubinato.
Gli elementi che costituiscono la vita religiosa di quel periodo - cioè dall'inizio del Quattrocento all'attuazione dei decreti del Concilio di Trento nella seconda metà del Cinquecento - possono quindi essere così sintetizzati:
- una concezione del mondo di stampo medievale che non viene messa in discussione: l'ordine del mondo viene da Dio, le autorità sia laiche che ecclesiastiche hanno il compito di attuarlo. La simbiosi e la complementarità tra i due poteri non vengono messe in discussione, a Vicenza come in tutta la Repubblica
- l'espressione della fede è esteriore e collettiva: autorità, aristocrazia e popolo partecipano in massa alle cerimonie religiose ed anche le cerimonie civili hanno sempre un sigillo religioso. È invece scarsa nei fedeli come nel basso clero la conoscenza dei contenuti della fede, così come è scarsa la conoscenza delle Scritture[65]
- è diffusa una pietas popolare basata sul culto dei santi, visti come patroni intercessori e taumaturghi per la salvezza individuale e collettiva, dell'anima e del corpo. Nelle campagne la religiosità è molto legata ai cicli naturali e alla produzione agricola
- il controllo sul comportamento dei fedeli è molto stretto: le relazioni dei parroci devono citare il numero di quanti si confessano, si comunicano o sono concubini[64]. Viceversa il controllo sui comportamenti dell'alto e del basso clero è quasi inesistente
- i monaci e i frati sono, ben più del clero parrocchiale, i punti di riferimento della religiosità popolare: sono i soli che conoscono le Scritture e che sono in grado di predicare. Alcuni episodi di rinnovamento a parte, anche monasteri e conventi soffrono del clima generale di rilassatezza dei costumi e tendono a svuotarsi
- dopo la distruzione della Chiesa catara agli inizi del Trecento e fino alla riforma protestante non si conoscono a Vicenza movimenti di dissenso religioso e neppure di concreta contestazione alla Chiesa.

#### I movimenti protestanti a Vicenza

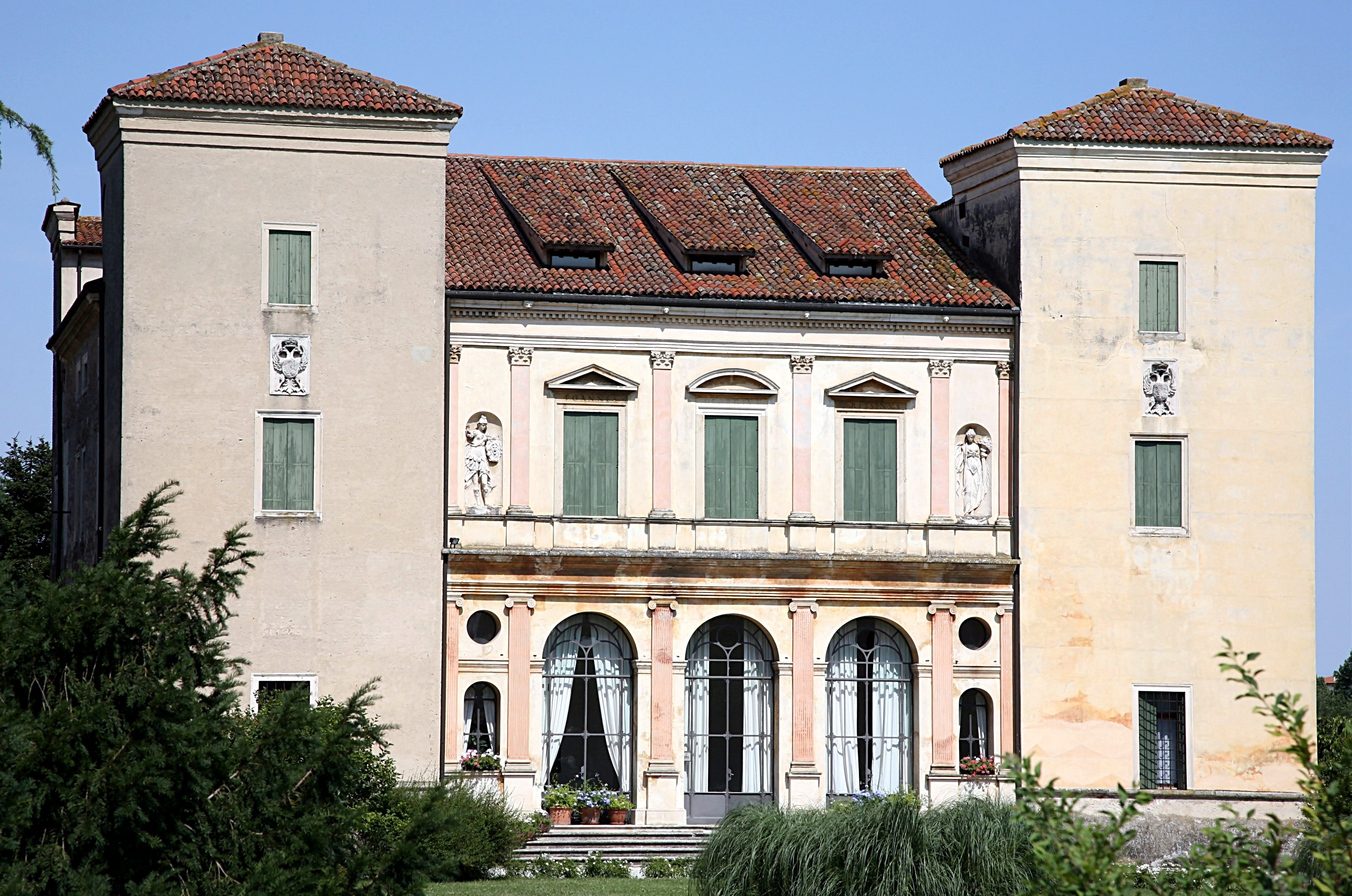
Villa Trissino a Cricoli, uno dei ritrovi dei membri delle famiglie nobili filotedesche su cui avevano presa le idee della riforma protestante.

Nel secondo quarto del XVI secolo le idee della riforma protestante - provenienti soprattutto dall'area tedesca e svizzera - si diffusero abbastanza rapidamente anche a Vicenza, dove trovarono molti disposti ad accoglierle, insofferenti dei comportamenti ecclesiastici e sinceramente desiderosi di una riforma in senso evangelico. La diffusione di queste idee interessò strati sociali diversi a seconda dei canali che seguì e delle diverse sensibilità che incontrò.
Così sulla famiglie nobili filotedesche ebbe maggior presa la confessione luterana, mentre la borghesia cittadina fu più sensibile al calvinismo zwingliano. Per un certo tempo però queste due componenti si ritrovarono assieme, partecipando a compagnie - o accademie private - che si riunivano spesso in casa Pigafetta o nella villa dei Trissino a Cricoli. Più volte venne segnalato a Venezia e a Roma che le adesioni al protestantesimo erano in continua crescita - si parlava di centinaia di aderenti - durante l'episcopato di Niccolò Ridolfi, peraltro sempre assente dalla città.
Nonostante le denunce, il procedimento di inquisizione fu tardivo e la repressione molto blanda, cosicché praticamente tutti gli appartenenti ai ceti superiori poterono allontanarsi portandosi dietro i capitali. Venezia, che aveva notevoli interessi commerciali con la Germania, non voleva scontentare troppo i principi d'oltralpe, ferendoli nei sentimenti religiosi. Tra i fuorusciti, i calvinisti Giovan Battista Trento che si stabilì a Ginevra, Alessandro Trissino e Odoardo Thiene. Il movimento calvinista vicentino, sia degli esuli sia di quelli che erano rimasti in patria, si esaurì abbastanza presto nell'indifferentismo o nel conformismo religioso.
Ben più forte e radicale fu invece il movimento anabattista. Portato dai contadini trentino-tirolesi ribelli che, fuggiti nel 1526, si erano rifugiati prevalentemente nella zona di Bassano e di Cittadella, l'anabattismo si diffuse prevalentemente tra gli artigiani della città. Esso aveva connotazioni sociali e comunitarie, sul modello dei Fratelli Hutteriti, che in Moravia praticavano su base volontaria il comunismo dei beni sia di produzione sia di consumo. Gli anabattisti erano organizzati in gruppi di studio o cenacoli, che però vennero turbati da divergenze dottrinali: l'indirizzo prevalente, concordato nel sinodo di Venezia del 1550, arrivò a conclusioni antitrinitarie, con la negazione della divinità di Cristo. Questa impostazione aprì la porta alla negazione di ogni dogma e persino delle regole comunitarie sino ad allora accettate.
La comunità vicentina fu tradita nel 1551 da Pietro Manelfi, un anabattista pentito che - per cogliere l'opportunità del condono promesso da una bolla pontificia - decise di costituirsi e di rivelare i nomi e l'organizzazione dei confratelli. Di questi, alcuni furono catturati, altri si costituirono spontaneamente, altri ancora fuggirono oltralpe e poi in Moravia, dove ricostituirono le comunità. Su richiesta dell'Inquisizione veneziana al Consiglio dei Dieci, nel 1565, due di essi che si erano ostinatamente rifiutati di abiurare furono condannati a morte per annegamento in laguna. La comunità anabattista vicentina non fu distrutta del tutto, ma continuò per alcuni anni nella clandestinità, con un indirizzo vicino all'illuminismo religioso di Lelio Sozzini e di Matteo Gribaldi.

### Dalla seconda metà del XVI secolo alla fine del XVIII

#### L'attuazione dei decreti tridentini
Nel momento in cui si concludeva il Concilio di Trento, la Chiesa vicentina si trovava in un pietoso stato di trascuratezza. Salvo rarissime eccezioni e in contrasto con quanto previsto dal patto di dedizione, da oltre un secolo i vescovi non erano residenti: sempre accolti al momento del loro insediamento in diocesi da folle festanti e dal comune con grande dispendio di risorse, essi non risiedevano in città - considerando la nomina come un momento transitorio della propria carriera diplomatica o cardinalizia all'interno della Chiesa - e si facevano rappresentare da vicari.
Il governo della diocesi era in realtà nelle mani del potentissimo capitolo della cattedrale i cui membri, i canonici, erano scelti tra le più importanti famiglie aristocratiche della città e accumulavano benefici, derivanti dalla titolarità sia delle chiese cittadine che delle più importanti parrocchie extra urbane.
Erano invece del tutto autonomi dalla diocesi, perché dipendevano direttamente dalla Santa sede, i monasteri e conventi, che versavano in uno stato di degrado materiale e morale e che contavano pochi religiosi, ma che possedevano ancora cospicui patrimoni, ben superiori a quelli della Chiesa diocesana.
Questo era il panorama del momento in cui furono inviati a Vicenza, il 22 luglio 1564, i decreti tridentini, insieme con l'ordine di dare loro immediata esecuzione, e contemporaneamente fu nominato vescovo di Vicenza Matteo Priuli, che aveva partecipato dal 1562 alle sessioni del Concilio e fece il suo ingresso in città il 3 settembre dell'anno seguente.
Egli affrontò con grande energia la riforma della Chiesa e, in primo luogo, l'obbligo per coloro che godevano di benefici ecclesiastici di risiedere nel luogo di titolarità e il divieto di cumulare più benefici. La sua azione però, che minacciava forti e consolidati interessi - in particolare quelli dei canonici della cattedrale, capitanati dall'arcidiacono Simone da Porto, e quelli dei monasteri - incontrò una strenua resistenza e addirittura una ribellione; canonici e religiosi fecero ricorso alla Santa Sede, sfruttando i loro appoggi presso la curia romana, cosicché i decreti vescovili non trovarono attuazione.
Nel 1579 Matteo Priuli, deluso, rinunciò alla diocesi per ritirarsi a vita privata nella natale Venezia e gli succedette nella carica il nipote Michele. Questi, più duttile e capace di mediazioni rispetto allo zio, proseguì nell'impegno di attuazione della riforma, celebrando ben cinque sinodi ed emanando numerosi decreti; seppe circondarsi di validi collaboratori - come Antonio Pagani e le Compagnie di San Girolamo, dei Fratelli della Santa Croce e delle Dimesse - soprattutto per promuovere l'insegnamento del catechismo e dell'istruzione religiosa al popolo.

#### Religiosità e cultura
Uno dei maggiori problemi cui i vescovi dovevano far fronte era infatti la carenza di cultura religiosa.
Affidata alle cure pastorali di un basso clero povero e ignorante, la popolazione viveva una fede superficiale, infarcita di superstizione, alimentata dalle pratiche esteriori di devozione ai santi patroni, solo occasionalmente rinvigorita da qualche bravo predicatore proveniente dall'esterno.
Matteo Priuli, in attuazione dei decreti tridentini, costituì presso la cattedrale un gruppo di 50 ragazzi di buona famiglia e di chiara attitudine allo stato ecclesiastico che, appena accettati, avrebbero dovuto subito vestire l'abito clericale; una metà di questi avrebbe dovuto pagarsi il mantenimento agli studi, l'altra metà avrebbe ricevuto un modesto contributo. A questo seminarium venne assegnata la chiesa di San Francesco (vecchio) e la casa annessa (oggi la Casa del clero), nella quale avrebbero dovuto abitare i due maestri della scuola, un grammatico e un musico. Al mantenimento del seminario avrebbero dovuto contribuire con una parte delle proprie rendite tutte le istituzioni religiose, compreso il capitolo della cattedrale e i monasteri, esclusi solo quelli dei mendicanti: e furono proprio queste disposizioni che suscitarono un'ulteriore, accanita opposizione da parte dei canonici e dei monaci.
Il successore di Matteo, Michele Priuli, tra i tanti problemi diede la precedenza al seminario eretto dallo zio, cercando sia di aumentare convenientemente le entrate della scuola che di trasformarla da aperta a chiusa: per la carenza di finanziamenti, però, questo poté avvenire soltanto per 16 dei chierici seminaristi. Alla fine di dare loro una formazione più qualificata, il vescovo chiamò a Vicenza i padri somaschi.

#### I vescovi vicentini del XVII secolo
Ai due Priuli, riformatori della seconda metà del Cinquecento, successe una serie di vescovi - quasi tutti appartenenti a famiglie patrizie veneziane e ben forniti di protezione a Roma - molto più interessati alla carriera diplomatica e di governo nell'ambito dello Stato Pontificio che non alle cure pastorali della diocesi loro affidata. A parte qualche breve periodo, risiedettero ben poco a Vicenza. La città rimase, quindi, saldamente in mano all'oligarchia locale le cui famiglie si spartivano tutte le cariche civili e religiose.

#### I nuovi ordini religiosi
Un'importante collaborazione all'attuazione della riforma fu data da alcuni ordini religiosi, che furono chiamati a Vicenza dai vescovi, soprattutto per esercitare funzioni educative e formative, sia del popolo che del clero.
L'ingresso in città dei Chierici regolari detti Teatini, un ordine fondato dal vicentino San Gaetano Thiene insieme con il cardinale Carafa, fu preparato dal parroco di Santo Stefano, Don Girolamo Pisani, che nel 1595 cedette loro la parrocchia quando essi furono chiamati a Vicenza dal vescovo Michele Priuli. Il loro insediamento divenne un centro di rinnovamento religioso tridentino e intorno al 1667-1668 si costruirono il loro convento. Due anni dopo fu canonizzato il loro fondatore, San Gaetano, e questo attirò notevoli donazioni e contribuzioni sia da parte del Comune che da privati. Quando però, negli ultimi anni del secolo, e si intrapresero la completa ricostruzione della chiesa parrocchiale di Santo Stefano e però si videro negare il cambio della intitolazione in favore del loro patrono, abbandonarono la parrocchia e in pochissimo tempo riuscirono a costruirsi la nuova chiesa dell'ordine, con la facciata sul corso principale della città.
I Padri Somaschi si erano già insediati negli anni 1558-63 alla Misericordia nella direzione dell'orfanotrofio. Vent'anni dopo, nonostante le proteste del capitolo della cattedrale che vedeva intaccato il proprio diritto alle prebende, il vescovo Michele Priuli li insediò nella parrocchia dei santi Filippo e Giacomo. Già ben noti come predicatori della riforma, furono incaricati dell'istruzione della gioventù e del clero, in particolare nel nuovo seminario. Durante la seconda metà del seicento, si impegnarono nel rifacimento della chiesa e nella costruzione di un imponente convento.
I Gesuiti - che avevano già tra le loro file un certo numero di aristocratici vicentini - vennero in città intorno al 1600, richiamati dal forte interesse della classe dirigente per il restauro e l'incremento delle scuole pubbliche, di cui si sentiva vivamente il bisogno. La Repubblica di Venezia, però, li espulse nel 1606 al momento dell'interdetto di papa Paolo V e, a differenza di altri ordini, non rientrarono più in città fino al 1657.

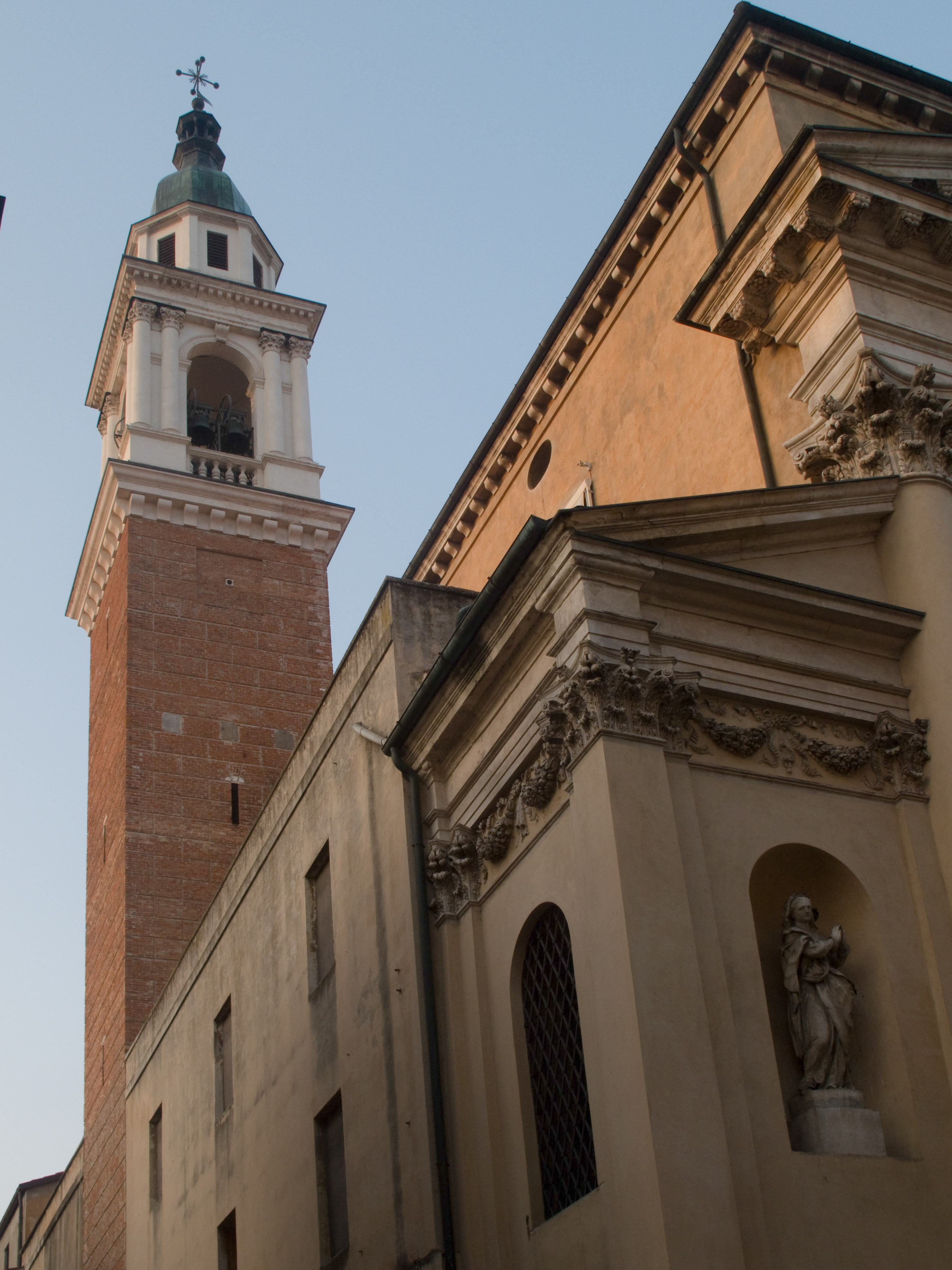
Chiesa dei Filippini - campanile

I chierici della congregazione dell'Oratorio di san Filippo Neri - detti anche filippini o oratoriani - dopo un primo tentativo di insediarsi a Vicenza nel 1658 e l'incarico nel 1686 di officiare nella chiesa dei Santi Faustino e Giovita, nel 1719 si stabilirono nella casa dei Gesuiti e l'anno dopo ottennero in dono la chiesa e la casa in corso Palladio che era appartenuta fino ad allora ai Gesuiti.

#### Confraternite e oratori

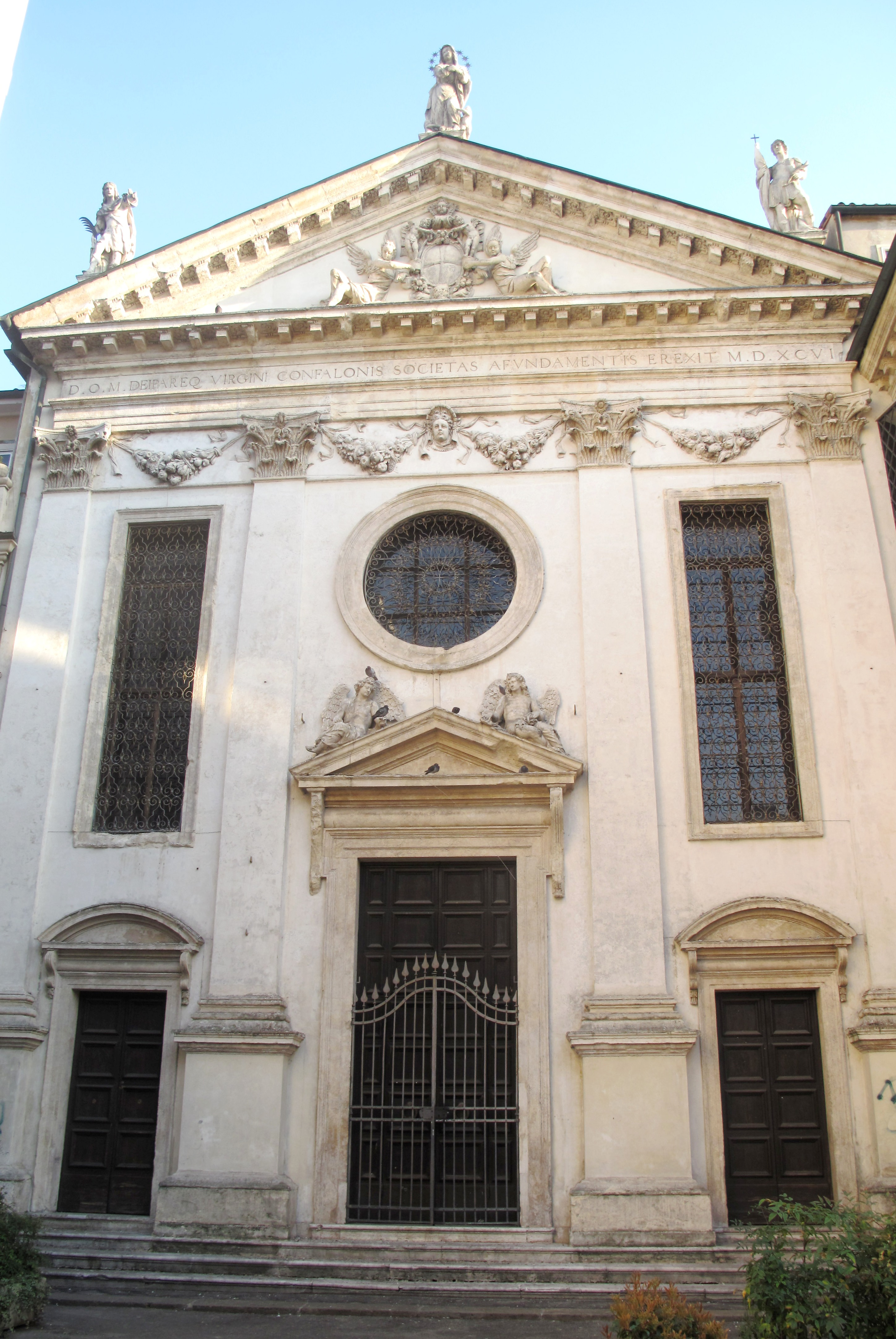
Facciata dell'Oratorio del Gonfalone in piazza Duomo

Prima del Concilio di Trento la gerarchia ecclesiastica sembrava poco interessata all'associazionismo laico, che si esprimeva attraverso le fraglie devozionali e le confraternite, tanto che esse venivano formalmente istituite o tacitamente riconosciute senza una particolare approvazione da parte dell'autorità ecclesiastica. La Controriforma, invece, ne rilevò l'importanza, le favorì, le controllò e le utilizzò come argine contro il protestantesimo. Esse rappresentavano un mezzo tradizionale per rinfocolare il fervore religioso e la pratica cristiana: celebravano solennemente le feste, veneravano la Madonna e i santi, costruivano altari, celebravano con sfarzo e concorso di popolo le processioni, si occupavano della raccolta di fondi e praticavano opere di carità nei confronti dei bisognosi.
Portatrici di una religiosità che nasceva dalla fede popolare e, allo stesso tempo, degli interessi delle famiglie nobili cittadine, esse non si lasciarono facilmente sottomettere dalla pur riconosciuta giurisdizione del vescovo. In un periodo - che durò fino alla prima metà dell'Ottocento - di crisi della parrocchia che non riusciva ad attirare i fedeli, le confraternite cercarono di creare degli spazi religiosi, in cui le differenze di riti e di celebrazioni non favorivano certo la coesione sociale - al loro interno erano rigidamente divise in nobili, mercanti e artigiani, secondo la mentalità del tempo - ma aiutavano la maturazione di una spiritualità più profonda e di una devozione più sentita. Rapidamente la città si arricchì di oratori, vere chiese private delle confraternite in cui ricevere i sacramenti, celebrare la messa, assistere alle funzioni.
Le più importanti a Vicenza furono:
- la Confraternita della Madonna del Gonfalone. Essa ricopriva un ruolo importante nella vita religiosa e caritativa della città, specialmente per la distribuzione delle grazie - cioè dei sussidi ai bisognosi, che interessavano tutti i quartieri - e per la pia pratica delle Quarant'ore, alle quali partecipavano tutte le parrocchie cittadine. La confraternita accoglieva tra i suoi membri il fior fiore della nobiltà vicentina, che fece della sua sede, l'oratorio del Gonfalone - fatto costruire vicino all'Ospedale di Sant'Antonio - uno degli ambienti più ricchi della città, allo sfarzo del quale contribuirono molti artisti del Sei e del Settecento[83][84].
- la Confraternita del Santissimo Sacramento, con sede in cattedrale
- la Confraternita del Rosario, che dopo la battaglia di Lepanto fece costruire la grande cappella e un oratorio nel giardino di questa chiesa
- la Confraternita dei Turchini, il cui oratorio era anch'esso nel giardino della chiesa di Santa Corona
- la Confraternita del Crocifisso, con l'oratorio dietro alla chiesa di Santa Maria in Foro, detta dei Servi
- la Confraternita di San Giovanni decollato, che aveva sede nella chiesa dei Santi Ambrogio e Bellino
- la Confraternita di San Nicola da Tolentino, con l'oratorio omonimo annesso alla chiesa di San Michele[85].

## Età contemporanea
Il complesso sistema ecclesiastico vicentino, nella sua composizione di diocesi, parrocchie, monasteri e conventi, ordini religiosi e confraternite laiche, patrimoni, privilegi e benefici del clero, fu modificato dapprima dalla Repubblica di Venezia nella seconda metà del Settecento, poi - molto più profondamente - nel primo decennio dell'Ottocento dalla legislazione napoleonica, che fu conservata anche sotto l'Impero asburgico.

### La soppressione di conventi e monasteri da parte della Repubblica di Venezia
Una parte di essi - quelli in cui abitavano meno di sei religiosi - fu soppressa con decreto della Repubblica Veneta del 1769:
- il più importante, gestito dalla Congregazione dei Canonici Lateranensi, secondo in città per proprietà di terreni e di immobili, era il monastero di San Bartolomeo, la cui struttura fu utilizzata per trasferirvi gli ospedali cittadini[86]
- il convento dei Frati Minimi presso la chiesa di San Giuliano
- il convento e il collegio di San Giacomo, gestito dai Padri Somaschi. Mentre il convento passò al Comune, la chiesa ritornò a funzionare con un parroco secolare fino al 1810, dopo di che la sede parrocchiale fu trasferita per decreto nella chiesa di Santo Stefano
- il monastero di Santa Lucia, gestito dai Camaldolesi. La chiesa restò sede parrocchiale, aperta al culto e i monaci - che erano stati trasferiti a Murano - ne continuarono a nominare il parroco per la cura d'anime[87].
- il convento degli Eremitani di San Michele in Borgo Berga; anch'essa restò ancora sede parrocchiale[88][89].

### La riforma napoleonica
Dopo la terza occupazione della città da parte delle truppe francesi, sotto il napoleonico Regno d'Italia, tra il 1806 e il 1810 furono soppressi tutti i restanti conventi, monasteri e istituti religiosi.

#### La soppressione degli ordini maschili
Dei tredici ordini maschili, con il decreto vicereale del 28 luglio 1806 furono evacuati dalle loro sedi:
- i Benedettini, dal monastero e dalla Basilica dei Santi Felice e Fortunato. Il complesso degli edifici passò al demanio cittadino - ma nel frattempo era iniziata la dispersione e l'alienazione dei beni, compresa una parte degli immobili
- i Cappuccini, dal convento di San Pietro in Vivarolo, peraltro già distrutto da un violento incendio nella notte del 3 novembre 1805, mentre le truppe francesi entravano in Vicenza; esso finì di essere demolito nel 1817 e i suoi materiali vennero utilizzati per la costruzione del Cimitero Maggiore
- i Carmelitani, dal monastero annesso alla chiesa di Santa Croce in San Giacomo Maggiore detta dei Carmini
- i Francescani, dal convento di San Lorenzo. Chiesa e convento furono saccheggiati e utilizzati dapprima come ospedale militare, poi per l'acquartieramento delle truppe[90]
- i Frati Minimi, dal convento di San Biagio nuovo
- i Teatini, dalla chiesa di San Gaetano, che rischiò di essere demolita, ma per l'interessamento del vescovo Pietro Marco Zaguri e della stessa municipalità fu salvata e riaperta al culto come succursale della vicina chiesa di Santo Stefano

Poterono rimanere, almeno parzialmente, nel loro convento o istituto:
- i Cappuccini, che da pochi anni avevano sostituito i Minimi nel convento e nella chiesa di San Giuliano
- i Carmelitani Scalzi, nella chiesa di San Girolamo (ora San Marco)
- i Domenicani, nel convento annesso alla chiesa di Santa Corona
- i Filippini, nella chiesa di San Filippo Neri[91]
- i Riformati, che gestivano l'oratorio di San Giuseppe[92]
- i Padri Somaschi, che prestavano servizio in varie strutture educative e assistenziali della città, come l'orfanotrofio della Misericordia, l'ospedale di San Valentino e lo stesso seminario vescovile
- i Servi di Maria, presso il santuario della Madonna di Monte Berico[93].

Anche tutti questi furono poi soppressi dal decreto napoleonico di Compiègne del 25 aprile 1810, che dispose lo scioglimento degli ordini religiosi e delle confraternite.

#### La soppressione degli ordini femminili
Dei quattordici conventi o monasteri femminili esistenti in città, con l'esecuzione del decreto del 1806 ne furono evacuati alcuni, estromettendo: 
- le Agostiniane, dal convento di San Tommaso, in Borgo Berga. Gli edifici furono adibiti a scopi militari. Le funzioni parrocchiali, affidate in un primo tempo alla chiesa di San Silvestro, nel 1810 passarono a quella di Santa Caterina.
- le Benedettine del monastero di Santa Caterina, che insieme ad altre furono concentrate nel convento del Corpus Domini
- le Agostiniane, dal convento di Santa Maria Nova[95]
- le Benedettine, dalla chiesa e monastero di San Silvestro. La chiesa, che conservava ancora funzioni di parrocchia, dove un sacerdote veniva mantenuto con le rendite del monastero, rimase aperta fino al 1810, anno in cui la cura d'anime fu trasferita a Santa Caterina.
- le Carmelitane "calzate" (o Teresiane), spostate dal monastero di San Rocco al convento di San Domenico[96]
- le Domenicane, spostate dal convento di San Domenico nel monastero di San Rocco e sostituite dalle Teresiane

Vennero invece lasciati in vita i monasteri:
- delle Benedettine di San Pietro. Al monastero apparteneva anche la Chiesa di Sant'Andrea, che in precedenza era stata sede parrocchiale e in questo periodo venne abbattuta e ridotta a casa di abitazione
- delle Canonichesse Lateranensi del monastero di contrà Corpus Domini[97]
- delle Cappuccine, in contrà San Domenico[98]
- delle Clarisse del monastero di Santa Chiara
- delle Clarisse di Santa Maria in Araceli[99]
- delle Clarisse di San Francesco Nuovo in Borgo Pusterla.
- delle Convertite di Santa Maria Maddalena, in contrà della Misericordia presso ponte Novo
- delle Dimesse di Santa Croce[100]

Tutti questi monasteri e conventi furono poi soppressi con il decreto del 1810. Gli edifici - a parte alcune chiese che rimasero luoghi di culto, talora sedi parrocchiali - divennero proprietà del demanio comunale e ridotti a caserma o magazzino.

#### Le parrocchie cittadine
Con decreto napoleonico 18 dicembre 1807, che ordinava la riorganizzazione ecclesiastica, la rete parrocchiale della città di Vicenza fu completamente ridimensionata, con l'obiettivo di eliminare i centri di culto superflui. Il numero delle parrocchie fu ridotto di un terzo; furono soppresse quelle:
- dei Santi Faustino e Giovita; in parte incorporata nella parrocchia di Santo Stefano e in parte in quella dei Servi. La chiesa fu sconsacrata e quasi completamente spogliata di tutte le opere d'arte che possedeva, gli altari vennero spostati in altre sedi. Passato al demanio comunale, l'edificio venne utilizzato come magazzino
- di Sant'Eleuterio (poi Santa Barbara), inglobata dapprima nella parrocchia dei Servi e poi, dopo un ricorso dei parrocchiani di Santo Stefano, in quest'ultima
- dei Santi Filippo e Giacomo (o San Giacomo Minore), la cui sede fu trasferita nella chiesa di Santo Stefano
- di San Paolo, trasferita, insieme a quella di San Michele, alla chiesa dei Servi[101]

Nel centro storico - in senso stretto - rimasero soltanto le tre parrocchie:
- della Cattedrale di Santa Maria Annunciata
- di Santo Stefano
- di San Marcello, trasportata più tardi dalla chiesa omonima al vicino Oratorio di San Filippo Neri)

Altre parrocchie della città furono istituite in chiese che erano appartenute a monasteri o conventi soppressi in questo periodo: quelle 
- di Santa Maria in Foro presso la chiesa dei Servi, che sostituì la precedente parrocchia di San Michele, la cui chiesa fu poi demolita nel 1812
- di Santa Caterina, parrocchia del Borgo Berga
- di Santa Maria in Araceli, parrocchia del Borgo Santa Lucia
- di San Pietro, parrocchia del Borgo San Pietro
- dei Santi Felice e Fortunato, parrocchia del Borgo San Felice
- di Santa Croce in San Giacomo, parrocchia del Borgo Porta Nova
- di San Marco in San Girolamo[102]. Qui si spostò la sede parrocchiale del Borgo Pusterla, dapprima situata nella antica cappella cittadina, che fu subito demolita.

I parroci divennero funzionari dello Stato, oltre che della Chiesa, responsabili dei loro fedeli anche dal punto di vista civile: ad essi fu affidato il compito di tenere l'anagrafe, di rilasciare certificati di malattia o di povertà, di tenere gli elenchi dei coscritti della leva militare. Fu modificata anche l'amministrazione economica della parrocchia: divisi i beni tra il beneficium, che serviva al mantenimento del parroco (al quale veniva assegnata una congrua, nel caso il beneficium non fosse sufficiente) e la quarta fabricae cioè il patrimonio che serviva al mantenimento degli edifici parrocchiali, la gestione di quest'ultima fu affidata ai fabbricieri, un comitato di laici nominati dallo Stato.
Anche molti religiosi - privati delle loro fonti di reddito, perché la legislazione napoleonica aveva incamerato nel demanio i legati di culto, cioè i lasciti per la celebrazione di funzioni religiose - andarono ad ingrossare le file del clero parrocchiale: a quel tempo la città ebbe in media un sacerdote ogni 150 abitanti.

#### Le Confraternite
Nel 1806 Eugenio Beauharnais emise un editto per l'incameramento dei beni non solo delle abbazie e delle commende, ma anche delle confraternite, che quindi vennero sciolte. I loro beni, e così quelli del Gonfalone, vennero incamerati nel patrimonio della Congregazione di carità, di nuova istituzione.
Furono soppresse quasi tutte le confraternite di Vicenza con i loro oratori o cappelle. Com'era avvenuto per molte chiese e conventi, dopo la soppressione la maggior parte degli ambienti fu chiusa, spogliata di tutte le opere e demolita. Il vescovo di Vicenza Marco Zaguri riuscì a evitare la soppressione della sola Confraternita del Santissimo Sacramento, nella quale confluirono molti confratelli del Gonfalone, che così poterono continuare a tenere aperto l'oratorio e officiarvi le Quarant'ore.

#### Gli effetti della riforma ecclesiastica napoleonica
La riforma napoleonica realizzò, mediante imposizioni esterne e in brevissimo tempo, una parte di quanto non era stato attuato all'interno della Chiesa neppure dalla gerarchia, come, ad esempio, avevano invano tentato di fare i due vescovi Priuli nella seconda metà del Cinquecento.
Con i decreti la Chiesa perse un'enorme quantità di proprietà immobiliari (a fine Settecento rappresentavano circa un terzo dell'area cittadina) di benefici e di rendite. Cessò anche la stretta correlazione con l'aristocrazia, che durante tutta l'età moderna aveva arricchito la Chiesa con lasciti, costruzione di edifici, cappelle, arredi e opere d'arte anche di grande valore. Migliorò invece la relazione tra le funzioni della Chiesa e l'attenzione alla popolazione più umile e povera.
Ne beneficiò anche la vita parrocchiale, come risulta dalla relazione del vescovo Giuseppe Maria Peruzzi durante il suo episcopato tra il 1818 e il 1825. Le chiese erano ben tenute, il clero disciplinato, l'istruzione catechistica diffusa in ogni parrocchia; diversa la valutazione della vita di fede: sia la coscienza che la pratica religiosa si erano raffreddate e anche i costumi morali lasciavano a desiderare.

### La chiesa vicentina sotto il Regno Lombardo-Veneto

#### Il vescovo filo asburgico Giuseppe Maria Peruzzi
Dopo un lungo periodo di sede episcopale vacante (1810-1818), il 1º gennaio 1819 entrò a Vicenza il nuovo vescovo Giuseppe Maria Peruzzi già vescovo di Caorle e poi di Chioggia. Due anni prima egli era stato nominato direttamente dall'imperatore d'Austria vescovo di Vicenza, designazione che però non era stata convalidata da papa Pio VII, il quale solo con l'indulto del 13 novembre 1817 concesse a Francesco I la facoltà di nominare i vescovi veneti.
Il Peruzzi era apertamente filo asburgico: ancora nel 1797, dopo il Trattato di Campoformio, si era schierato apertamente con gli austriaci, che intendevano portare il risorgimento della santa morale e il libero esercizio della religione cattolica. Appena giunto a Vicenza, subito preparò la visita pastorale diocesana - di cui redasse un'accurata relazione nella quale comunque espresse una valutazione positiva della riforma napoleonica.

#### Giovanni Giuseppe Cappellari, verso l'italianità
Il 5 gennaio 1832, poco più di un anno dopo la morte del Peruzzi, l'imperatore nominò vescovo di Vicenza l'anziano rettore dell'università di Padova Giovanni Giuseppe Cappellari, nomina confermata sei mesi più tardi da papa Gregorio XVI, suo parente. Con lui iniziò uno degli episcopati più importanti dell'età contemporanea, che stimolò la rinascita della Chiesa vicentina.

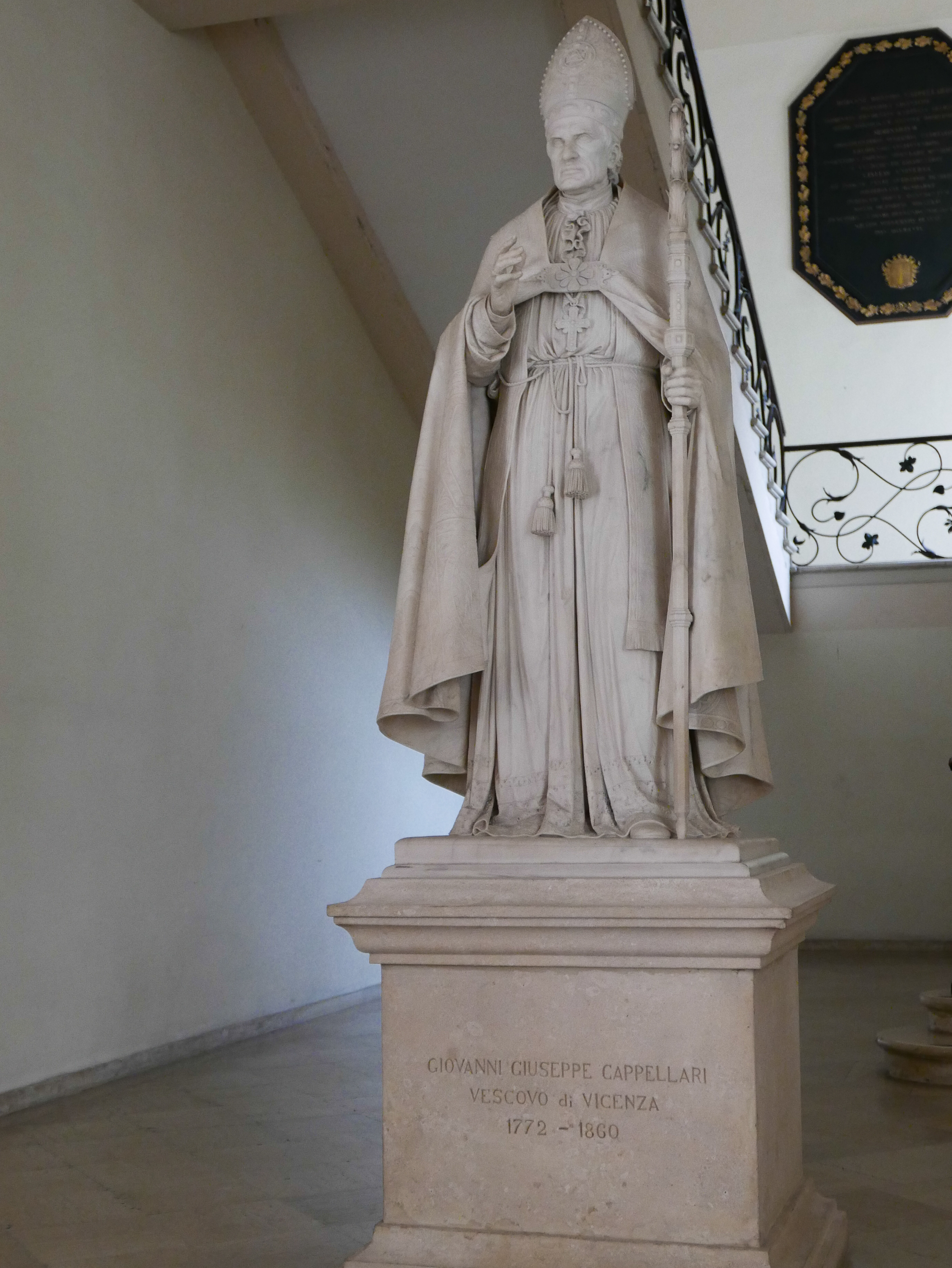
Statua del vescovo Cappellari nel Seminario maggiore di Vicenza

Dotato di notevole cultura umanistica e teologica, era aperto ai principi che si stavano affermando in età contemporanea e alla spiritualità rosminiana, che si era diffusa anche a Vicenza specialmente tra i docenti del seminario come Giacomo Zanella e Giuseppe Fogazzaro, sacerdoti che egli protesse durante i moti risorgimentali del 1848.
Fortemente convinto dell'importanza di formare culturalmente e spiritualmente il clero diocesano, ne riformò il corso degli studi e fece costruire, poco al di fuori di Porta Santa Lucia, l'imponente Seminario maggiore.
Con la sua azione pastorale promosse istituzioni e iniziative diocesane che trascendevano il ristretto ambito parrocchiale. Favorì il lento rientro in città di alcuni ordini e congregazioni religiose, dopo lo scioglimento avvenuto a motivo dei decreti napoleonici; approvò la costituzione dell'Istituto delle Suore Maestre di Santa Dorotea, figlie dei Sacri Cuori creato da Giovanni Antonio Farina nel 1836, del Collegio femminile delle Dame inglesi e della Congregazione degli esercizi al popolo; sostenne i Figli della carità istituiti nel 1836 da don Luigi Fabris per l'educazione dei giovani poveri e abbandonati e nello stesso anno promosse la prima Conferenza di San Vincenzo de Paoli in Vicenza.
Per quanto riguarda l'aspetto politico, pur simpatizzando per le idee liberali e favorevoli all'unità d'Italia e dimostrando avversità verso l'ingerenza delle autorità asburgiche, mantenne sempre un grande equilibrio, anche per proteggere la popolazione. Durante l'insurrezione del Quarantotto diede l'appoggio, anche tramite lettere pastorali, al governo provvisorio della città ma poi, dopo la sconfitta, intercedette con gli austriaci per una pacificazione.
Nel 1854 riuscì ad inaugurare il nuovo seminario, da lui tenacemente voluto. Le sue dimissioni, più volte richieste a causa delle condizioni di salute sempre più precarie. furono sempre rifiutate dal papa; morì il 7 febbraio 1860, vivamente compianto da tutta la città.

#### Giovanni Antonio Farina, la transizione tra l'impero asburgico e il regno d'Italia
Nel giugno 1860 il vescovo di Treviso Giovanni Antonio Farina venne trasferito alla diocesi di Vicenza, in cui fece l'ingresso in dicembre. Questo incarico gli veniva dato in un momento politicamente molto difficile; nei dieci anni trascorsi dopo i moti insurrezionali del 1848, in città erano nate forti tensioni tra i cattolici conservatori filo-austriaci e quelli che manifestavano idee liberali e favorevoli al prossimo regno d'Italia.
Lo stesso giorno del suo ingresso in diocesi il nuovo vescovo scrisse al clero e al popolo di Vicenza la sua prima lettera pastorale, con la quale richiamava l'unità di spirito e di sentimenti con il Papa, lettera che fu interpretata in chiave politica come fedeltà all'imperatore d'Austria (al quale in effetti Antonio Farina era legato da riconoscenza per la nomina) ed egli fu tacciato di essere "austriacante". Secondo il Franzina, il nuovo vescovo creò un clima di rigore e oscurantismo verso clero e laici, molti dei quali - giudicati colpevoli ora di immoralità, ora di simpatie filo-italiane, liberali o unitarie - furono allontanati dai loro incarichi, come il rettore del seminario Antonio Graziani; il Farina anzi sollecitò regolarmente l'intervento delle autorità di polizia austriache per rendere più efficace questa repressione.
Nel 1863 indisse il sinodo diocesano - che non veniva costituito da più di 170 anni - e l'anno seguente iniziò la visita pastorale in tutta la diocesi; nel 1866 la visita fu interrotta dalle vicende politiche, tra cui l'annessione del Veneto all'Italia, che diedero luogo a dimostrazioni di ostilità contro il vescovo.
Durante il decennio del suo episcopato vicentino, il Farina svolse un'attività pastorale orientata alla formazione culturale e spirituale del clero e dei fedeli, all'insegnamento catechistico dei bambini, alla riforma degli studi e della disciplina nel seminario. Istituì confraternite per il soccorso ai poveri, ai sacerdoti anziani e per la predicazione al popolo.
Partecipò alle sessioni del Concilio Vaticano I fino al 14 giugno 1870, dovendo poi abbandonarlo per motivi di salute; per questa sua assenza fu fortemente attaccato dalla stampa liberale vicentina. Dopo una prima grave malattia nel 1886, il suo fisico si indebolì gradatamente, tanto che la fine del 1887 la Santa sede gli accordò un coadiutore nella persona di Antonio Maria De Pol, che gli sarebbe successo nella cattedra vescovile, morì nel marzo 1888.